# Presidente de Chile
El presidente de la República de Chile es el jefe de Estado y de Gobierno del país, por ende, titular del poder ejecutivo. Como máxima autoridad política de la nación, designa o remueve a los comandantes en jefe de las Fuerzas Armadas. El actual mandatario es Gabriel Boric Font, quien asumió el cargo el 11 de marzo de 2022, dando inicio así a su gestión.
Le corresponde, como mandato genérico, el gobierno y la administración del Estado. Si bien su papel y significación ha experimentado cambios a lo largo de la historia, al igual que su posición y relaciones con los demás actores de la organización política nacional, ha sido y es una de las figuras políticas más destacadas. Asimismo, es considerado una de las instituciones que conforman la «constitución histórica de Chile» y una de las claves de la estabilidad política del país.
Salvo los períodos de interrupción institucional, se ha desempeñado regularmente como jefe de Estado y de Gobierno en Chile. Ello fue modificado en la práctica, aunque no constitucionalmente, durante el período 1891-1924, cuando existió un régimen pseudoparlamentario —también caracterizado como gobierno de partido bajo formas parlamentarias—, bajo la vigencia de la Constitución Política de 1833, que redujo su papel al de jefe de Estado. El sistema presidencial, con ciertas peculiaridades, fue restablecido por la Constitución de 1925 y reforzado en la Constitución de 1980.
De acuerdo con la Constitución vigente, el presidente tiene el deber general de desempeñar fielmente su cargo, mantener la independencia de la nación y guardar y hacer guardar la Constitución y las leyes, tal como lo señala el juramento o promesa que presta al asumir sus funciones.

## Antecedentes

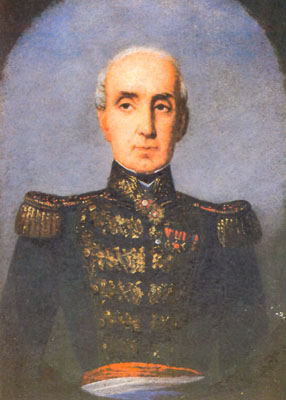
Manuel Blanco Encalada, retrato del Museo Histórico Nacional de Chile.

Durante la época colonial, los gobernadores designados por la Corona española fueron denominados «presidentes» debido a la función de presidir la Real Audiencia que tenían asignada, de acuerdo con las Leyes de Indias. El primer presidente de Chile fue Melchor Bravo de Saravia, presidente de la Real Audiencia con sede en Concepción, desde 1568 hasta su disolución en 1575.

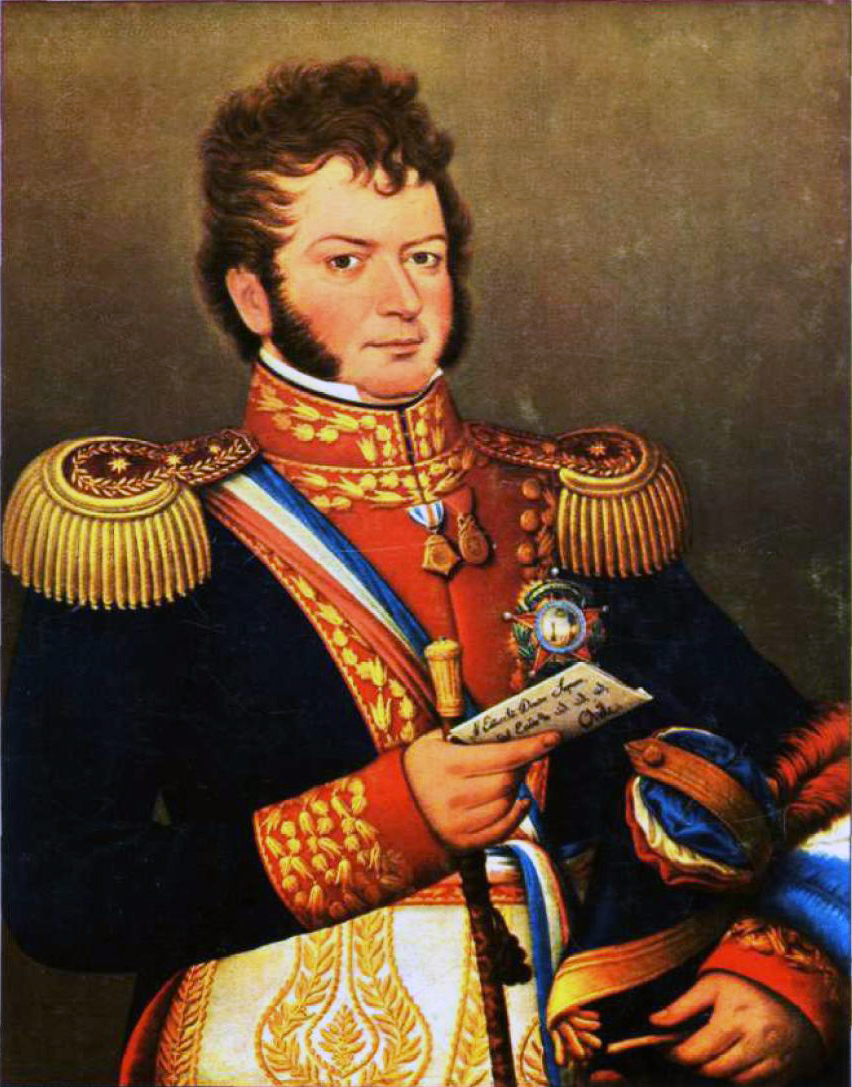
Bernardo O'Higgins.

En 1609 se restableció la Audiencia en Santiago, y con ella el oficio de presidente –con Alonso García de Ramón–. A partir de esa fecha, los gobernadores coloniales ocuparon el título oficial de presidente de la Real Audiencia, llamándose a sí mismos y siendo conocidos simplemente como presidentes de Chile –debido a la consideración de mayor «dignidad» del cargo de presidente de la Audiencia, el tribunal del rey por antonomasia, frente al de gobernador y capitán general que también ocupaba– denominación que fue retomada tras la independencia, con los presidentes de la República. Por lo anterior, se ha sostenido que durante más de cuatro siglos Chile ha tenido un presidente como jefe de Estado o de gobierno, exceptuándose la época de la independencia y los períodos de interrupción institucional del siglo XX.
A inicios de la Patria Vieja, el gobierno del país estuvo a cargo de una serie órganos pluripersonales o colegiados llamados juntas de gobierno. Solo el 7 de marzo de 1814 se estableció una autoridad unipersonal como jefe de Estado y de gobierno del país, denominada Director Supremo. Este cargo fue ejercido efectivamente por Francisco de la Lastra en 1814 y, tras la Reconquista, por Bernardo O'Higgins y Ramón Freire.
El título de director supremo, que además estaba íntimamente ligado a la dirección del ejército, fue creado legalmente por el Reglamento para el Gobierno Provisorio de 1814 y contemplado, asimismo, por las Constituciones de 1818, 1822 y 1823.

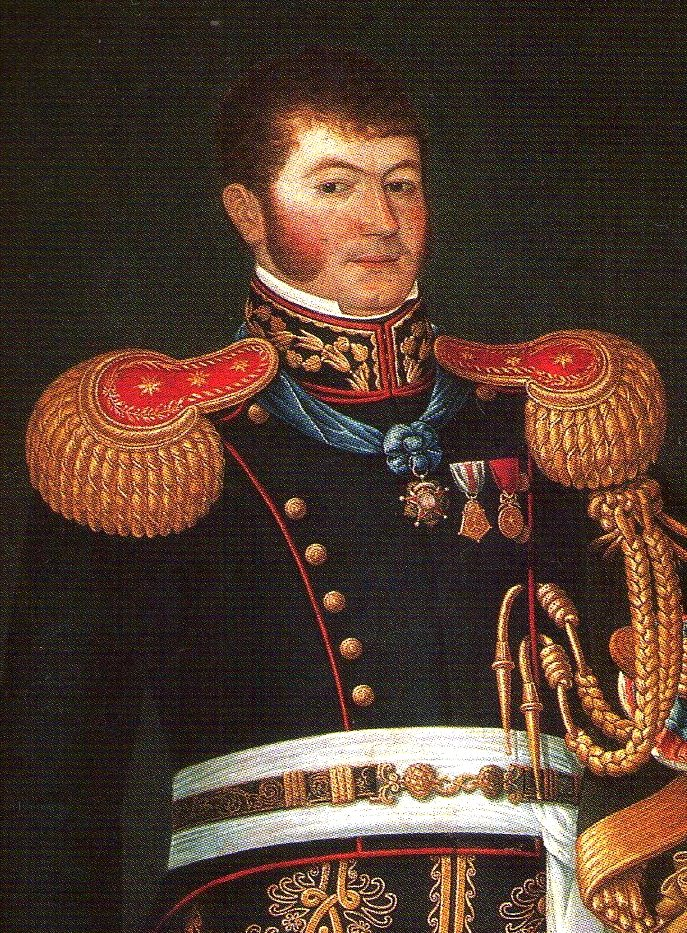
Ramón Freire.

Ramón Freire, que había asumido el mando del país en 1823, en el mensaje de apertura del Congreso de 1826, dio a conocer sus deseo de renunciar al cargo de Director Supremo, que luego reiteró en un oficio días más tarde. Ante ello, el Congreso suspendió sus labores referentes a la redacción de una constitución, que en ese momento era su principal tarea, para tratar este asunto en las sesiones del 7 al 8 de julio. En ellas, tras un debate, se tomaron los siguientes acuerdos: «La persona que administre el Poder Ejecutivo nacional se titulará en Presidente de la República» y que habría «un Vice-Presidente que subrogue al Presidente en los casos de muerte, ausencia o enfermedad grave» (sic); la elección de ambos sería efectuada por el Congreso, por mayoría absoluta de votos; aquellos serían solo provisorios, y durarían en sus funciones hasta que «dada la constitución del estado, se hiciera la elección de propietarios en la forma legal».
El 8 de julio de 1826, el Congreso Nacional procedió a elegir al sucesor de Freire. En dicha elección resultó ganador Manuel Blanco Encalada, quien asumió el mando al día siguiente, previo juramento ante el Congreso, convirtiéndose así en la primera persona en Chile que ocuparía oficialmente el título de presidente de la República («Presidente Provisional de la República»). El 15 de febrero del año siguiente, Ramón Freire fue elegido como «Presidente de la República».
La figura del presidente de la República fue incluida en la Constitución de 1828 y mantenida por los siguientes textos constitucionales: de 1833, 1925 y 1980.

## Requisitos para desempeñar el cargo
Los requisitos para ser presidente de la República, de acuerdo con la Constitución de 1828, el primer texto constitucional chileno en incorporar esta figura, eran los siguientes: ser ciudadano chileno de nacimiento y tener más de treinta años de edad.

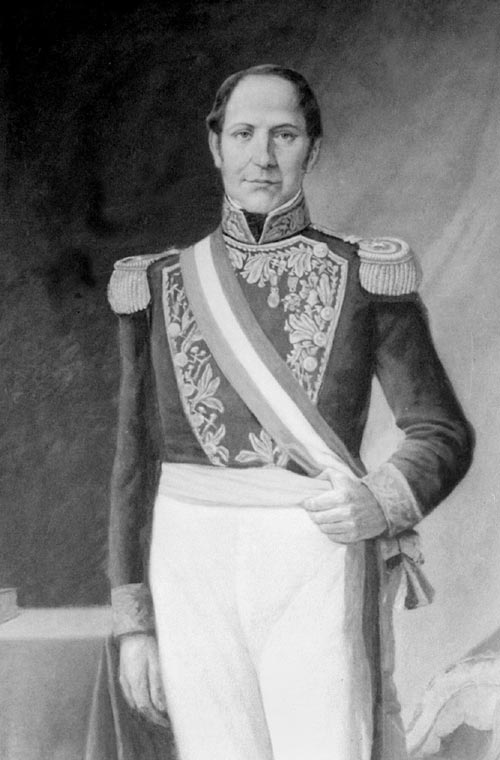
José Joaquín Prieto.

La Constitución de 1833 estableció que para desempeñar el cargo de presidente era necesario: haber nacido en el territorio de Chile; poseer las calidades necesarias para ser miembro de la Cámara de Diputados –estar en posesión de los derechos de ciudadano elector y una renta mínima equivalente a 500 pesos–; y tener 30 años de edad a lo menos.
Durante la vigencia de la Constitución de 1925, para ser elegido presidente se requería: haber nacido en el territorio de Chile; tener 30 años de edad, a lo menos, y tener las calidades necesarias para ser miembro de la Cámara de Diputados –poseer los requisitos de ciudadano con derecho a sufragio y no haber sido condenado jamás por delito que mereciera pena aflictiva (tres años y un día o más)–.
De acuerdo con el texto original de la Constitución de 1980, para ser elegido presidente era necesario: haber nacido en el territorio de Chile; tener cumplidos 40 años de edad, y poseer las demás calidades necesarias para ser ciudadano con derecho a sufragio –no encontrarse en suspensión de dicho derecho (por interdicción en caso de demencia; por hallarse procesado por delito que merezca pena aflictiva o por delitos calificados por la ley como conducta terrorista, y por haber sido sancionado por el Tribunal Constitucional de acuerdo con el inciso séptimo del número 15.º del artículo 19 de la Constitución), o en pérdida de la calidad de ciudadano (por pérdida de la nacionalidad chilena; por condena a pena aflictiva, y por condena por delitos calificados por la ley como conducta terrorista)–.
Tras la reforma constitucional de 2005, los actuales requisitos para ser presidente, son los siguientes:
- Tener la nacionalidad chilena, por nacimiento en el territorio de Chile o por ser hijo de padre o madre chilenos, nacido en territorio extranjero.
- Tener cumplidos 35 años de edad.
- Poseer las demás calidades necesarias para ser ciudadano con derecho a sufragio –no encontrarse en suspensión de dicho derecho (por interdicción en caso de demencia; por hallarse acusado por delito que merezca pena aflictiva o por delitos calificados por la ley como conducta terrorista, y por haber sido sancionado por el Tribunal Constitucional) o en pérdida de la calidad de ciudadano (por pérdida de la nacionalidad chilena; por condena a pena aflictiva, y por condena por delitos calificados por la ley como conducta terrorista y los relativos al tráfico de estupefacientes y que hubieren merecido, además, pena aflictiva).

## Elección presidencial
Las dos primeras elecciones de presidente, de 1826 y 1827, fueron realizadas por los miembros del Congreso.

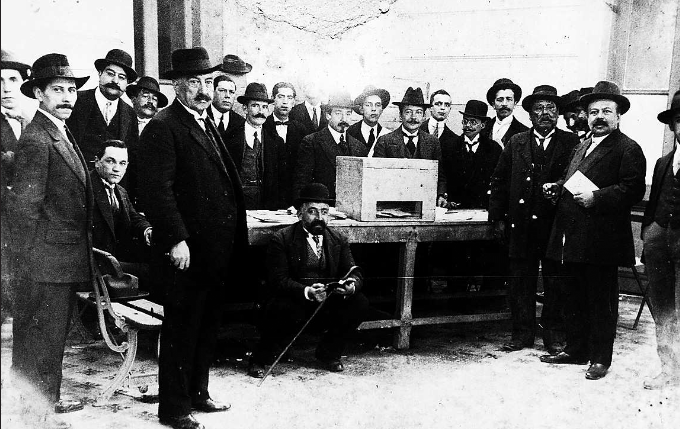
Mesa de votación en las elecciones presidenciales de 1915.

Entre 1829 y 1925, las elecciones fueron efectuadas en forma indirecta por medio de un sistema de electores, de acuerdo con lo establecido por las constituciones de 1828 y de 1833. El sistema era de voto censitario masculino, hasta el año 1884 en que se cambió por un sistema de sufragio masculino.

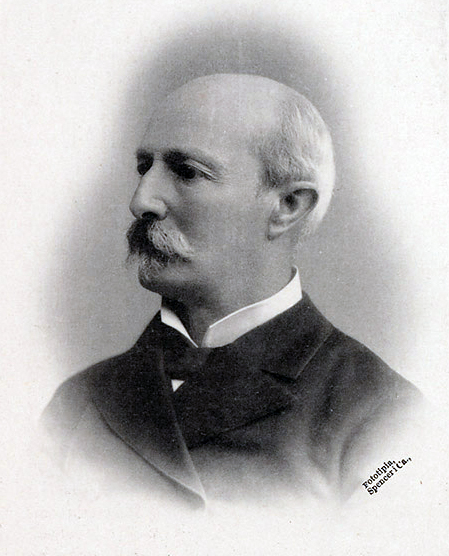
Claudio Vicuña Guerrero, elegido Presidente de la República el 25 de abril de 1891, sin embargo, no pudo asumir el cargo debido al resultado de la Guerra civil de 1891.

Durante buena parte de este período, los candidatos fueron elegidos por altas mayorías o en forma unánime, debido a la ausencia de reales competidores, ya que habitualmente se realizaban acuerdos entre las facciones dirigentes y, posteriormente, al interior de los principales partidos políticos, o porque un candidato tenía una considerable ventaja, lo que provocaba el retiro de sus opositores. De ese modo, fueron elegidos sin contrincantes: Aníbal Pinto, Domingo Santa María, José Manuel Balmaceda, Jorge Montt y Ramón Barros Luco; Manuel Bulnes fue reelegido en igual situación. 

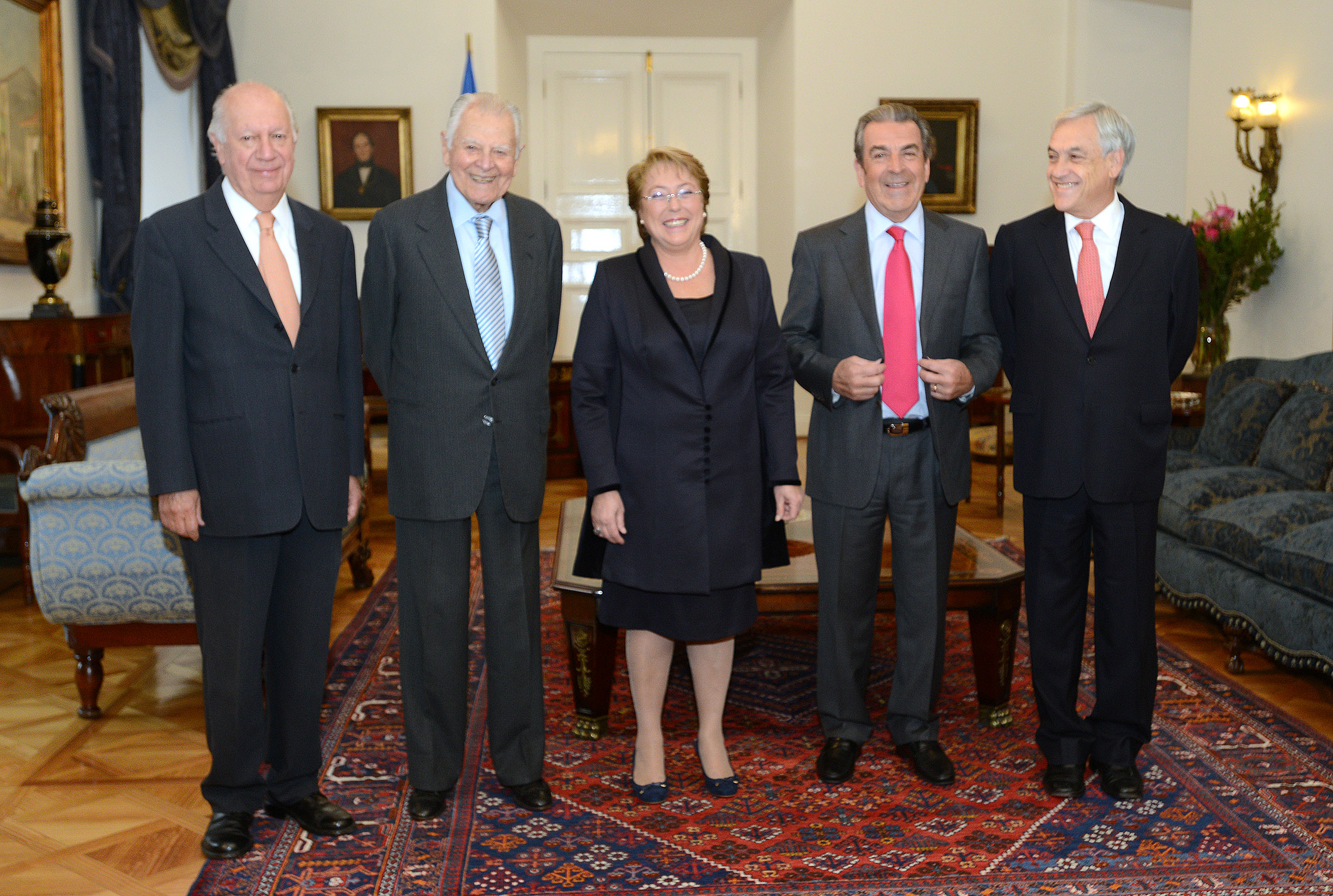
Expresidentes de Chile reunidos en 2014.

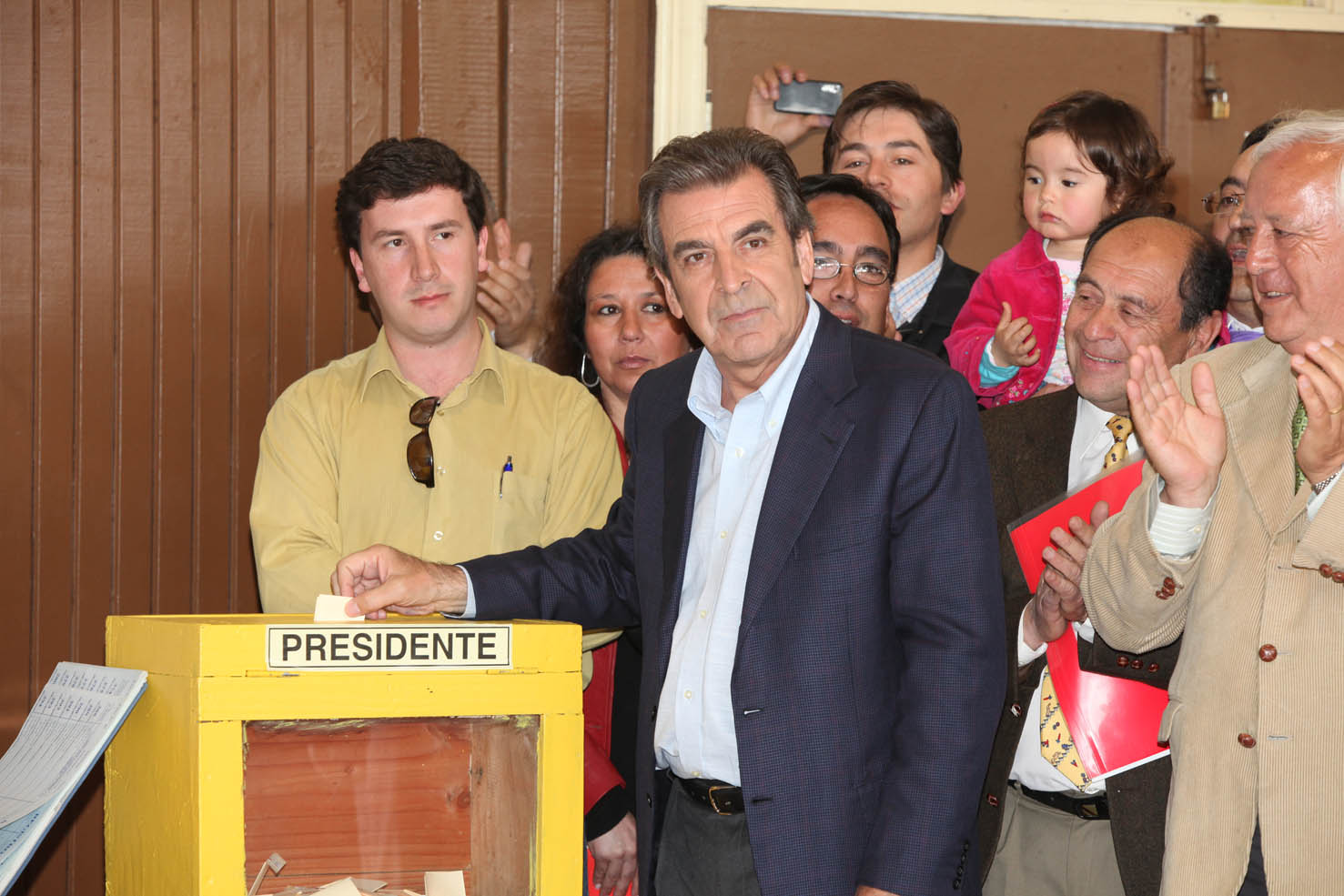
Eduardo Frei Ruiz-Tagle vota en las elecciones presidenciales de 2009.

Sin embargo, debieron ser elegidos por el Congreso pleno, tras las respectivas elecciones: Federico Errázuriz Echaurren, que en la votación de 1896 obtuvo solo tres electores de diferencia frente a Vicente Reyes Palazuelos, con acusaciones de fraude electoral; Juan Luis Sanfuentes, tras la elección de 1915 en que alcanzó solo un elector de diferencia sobre Javier Ángel Figueroa Larraín, con denuncias de cohecho; y Arturo Alessandri Palma, que en la votación de 1920 obtuvo cuatro electores más que Luis Barros Borgoño, y tras la decisión de un Tribunal de Honor ad-hoc que calificó la elección, fue proclamado presidente.
Un hecho relevante a mencionar es que el día 25 de julio de 1891, se llevó a cabo la elección presidencial donde resultó electo como Presidente Claudio Vicuña Guerrero, para el período 1891-1896, pero producto de la victoria opositora al bando del Presidente José Manuel Balmaceda en la Guerra civil de 1891, no pudo asumir el cargo.
En la Constitución de 1925 se consagró un sistema de sufragio masculino de voto directo, siendo elegido el candidato con la mayoría absoluta de los votos válidamente emitidos. Tras una reforma constitucional, se permitió el sufragio femenino en votaciones presidenciales, a partir de la elección de 1952. Y desde 1970 pudieron votar los discapacitados (ciegos) y analfabetos y en ese momento el sistema de elección del presidente fue de sufragio universal directo.
En el caso de que ningún candidato obtuviera la mayoría absoluta, el Congreso pleno debía elegir al presidente entre los dos candidatos que hubiesen obtenido la mayoría relativa. En las cuatro oportunidades que el Congreso debió decidir, en las elecciones de 1946, 1952, 1958 y 1970, escogió al candidato que obtuvo la mayoría relativa. Así fueron elegidos: Gabriel González Videla, Carlos Ibáñez del Campo, Jorge Alessandri, y Salvador Allende, respectivamente.
La Constitución de 1980 mantuvo el sistema de elección popular directa, incorporando el mecanismo de la segunda vuelta o balotaje. En caso de que ningún candidato obtenga la mayoría absoluta de los votos válidamente emitidos, se procede a una segunda votación 30 días después de la primera, en la que deben enfrentarse solo los dos candidatos que hayan obtenido el mayor número de preferencias individuales. De ese modo han sido elegidos Ricardo Lagos, quien se enfrentó con Joaquín Lavín en la segunda ronda de 2000, Michelle Bachelet, frente a Sebastián Piñera en la segunda ronda de 2006, Sebastián Piñera, frente a Eduardo Frei en la segunda ronda de 2010, nuevamente Michelle Bachelet frente a Evelyn Matthei en la segunda ronda de 2013 y nuevamente Sebastián Piñera, frente a Alejandro Guillier en la segunda ronda de 2017 y Gabriel Boric frente a José Antonio Kast en la segunda ronda de 2021.
Desde 1989 se realiza el debate presidencial, transmitido por televisión y radio, en donde los candidatos, que se presentan en igualdad de condiciones, exponen sus ideas y propuestas para darse a conocer a la opinión pública nacional.

## Mandato presidencial

### Duración
El mandato del presidente de Chile, de acuerdo con la Constitución de 1828, era de cinco años, no pudiendo de ser reelegido, sino mediando el tiempo antes señalado, entre la primera y segunda elección.
En la Constitución de 1833 se estableció un período de cinco años con la posibilidad de ser reelegido para el período inmediatamente siguiente, con la limitación de dos mandatos consecutivos, pues dispuso que para ser elegido por tercera vez, debía mediar entre ésta y la segunda elección el espacio de cinco años. En 1871, por una reforma constitucional se prohibió la reelección para el período siguiente.
Durante la vigencia de la Constitución de 1925 el mandato fue de seis años, sin posibilidad de reelección inmediata, es decir, para el siguiente período.
La Constitución de 1980, en su texto original, fijó un período de ocho años sin posibilidad de reelección inmediata, pero la reforma constitucional de 1989 estableció un primer período presidencial transicional de cuatro años (1990-1994) y una vuelta al mandato de ocho años, manteniendo en ambas situaciones la prohibición de reelección para el siguiente período. Sin embargo, mediante la reforma constitucional del 4 de marzo de 1994 se redujo el período presidencial de ocho a seis años, sin reelección inmediata. Posteriormente, con las reformas de 2005 el mandato presidencial quedó con una duración de 4 años sin posibilidad de reelección para el período siguiente.
A mediados del año 2018 la coalición Chile Vamos presentó un proyecto de ley para permitir la reelección presidencial inmediata y reducir el número de parlamentarios; actualmente está a la espera de ser aprobado. 
El presidente de la República, de acuerdo con la Constitución, cesa el mismo día en que completa su período y le sucede inmediatamente el electo, salvo que existiere algún impedimento, caso en el cual se aplican las reglas sobre subrogación y sucesión.

#### Ceremonia de cambio de mando

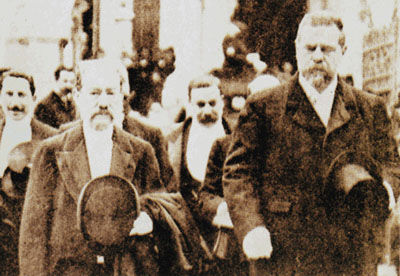
Germán Riesco (derecha) abandona el Congreso, luego del traspaso de mando a Pedro Montt (1906).

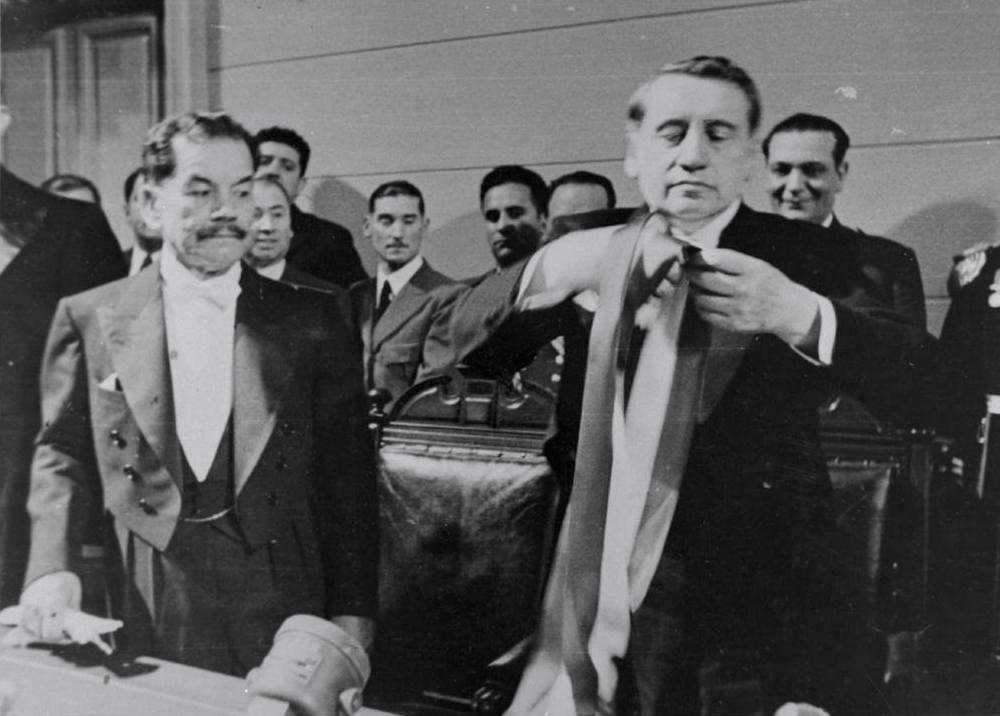
Ceremonia de cambio de mando en la cual Pedro Aguirre Cerda (izquierda) recibió la banda presidencial de Arturo Alessandri (1938).

Salvador Allende (1970).

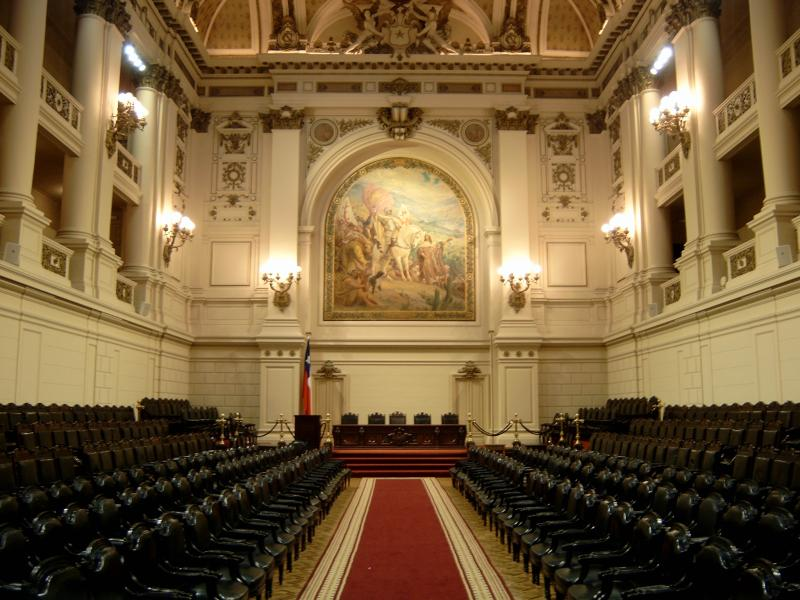
Salón de Honor del antiguo edificio del Congreso Nacional en Santiago de Chile.

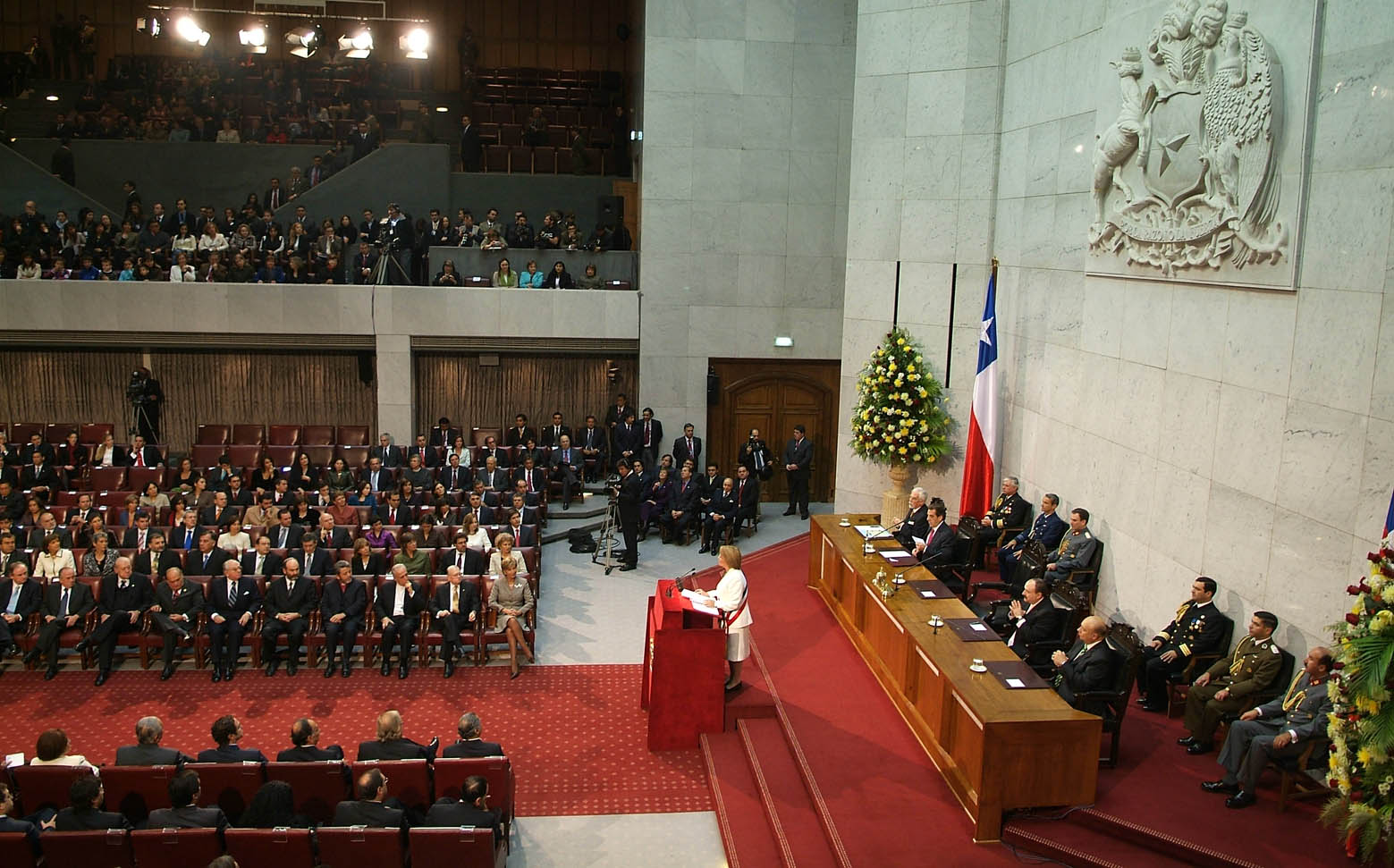
Salón de Honor del edificio del Congreso Nacional en Valparaíso.

La ceremonia de cambio de mando, o asunción al mando, se realiza en el Salón de Honor del Congreso Nacional. Desde 1990 el Congreso está emplazado en el puerto de Valparaíso; con anterioridad este se encontraba ubicado en la ciudad de Santiago de Chile.
La primera transmisión regular del mando de la época republicana, fue realizada el 18 de septiembre de 1841, en la cual Joaquín Prieto (1831-1841) fue sucedido por Manuel Bulnes (1841-1851).
Durante el siglo XIX, la ceremonia de cambio de mando se efectuó el 18 de septiembre, y el presidente saliente acostumbra pronunciar un discurso, presentando un resumen de su gestión. De acuerdo con la Constitución de 1833, la ceremonia debía efectuarse en el salón del Senado y el presidente electo al tomar posesión del cargo debía prestar el siguiente juramento:

Yo N. N. juro por Dios Nuestro Señor y estos Santos Evangelios que desempeñaré fielmente el cargo de Presidente de la República; que observaré y protegeré la Religión Católica, Apostólica, Romana; que conservaré la integridad e independencia de la República, y que guardaré y haré guardar la Constitución y las leyes. Así Dios me ayude, y sea en mi defensa, y si no, me lo demande.

Mientras la Constitución de 1925 establecía, que el presidente electo debía prestar juramento o promesa de "desempeñar fielmente el cargo de presidente de la República, conservar la integridad e independencia de la Nación y guardar y hacer guardar la Constitución y las leyes".
Desde aquella época, y durante el siglo XX, tanto el presidente saliente, como el electo, se dirigían directamente desde el Palacio de la Moneda al Congreso, recibiendo el saliente los honores de rigor al ingreso al edificio del Congreso. En dicha ceremonia, efectuada en el Salón de Honor del Congreso, el presidente del Senado era el responsable de colocar al presidente electo la insignia del mando –la piocha de O'Higgins–, procedimiento modificado en el ceremonial vigente desde los años 1990.
Hasta 1970, fue tradicional que el presidente electo y saliente asistieran vestidos de frac –o con traje de gala en el caso de los militares–; en aquel año, el electo Salvador Allende se presentó a la ceremonia usando un traje oscuro, mientras el saliente, Eduardo Frei Montalva, lo hacía de frac. Desde aquel entonces, la vestimenta para la ceremonia es el traje sastre.
En el ceremonial actual, celebrado el día 11 de marzo, el presidente saliente ingresa con los honores correspondientes al salón donde se encuentra reunido el Congreso Pleno, mientras que el presidente electo espera en un salón anexo, ingresando a continuación una sala contigua, de la cual sale acompañado de su cónyuge, en su caso, hasta el Salón de Honor del Congreso.
Una vez iniciada la sesión del Congreso Pleno, el secretario del Senado comunica al Congreso la resolución en virtud de la cual el Tribunal Calificador de Elecciones ha proclamado al presidente electo, de acuerdo con los resultados de la respectiva elección presidencial. Luego invita al presidente electo a ingresar al salón y, una vez allí, el presidente del Senado de acuerdo con la Constitución de 1980 le toma juramento o promesa de:

[...] desempeñar fielmente el cargo de Presidente de la República, conservar la independencia de la Nación, guardar y hacer guardar la Constitución y las leyes.

Una vez realizado esto, el presidente saliente se quita la banda presidencial y se la entrega al presidente del Senado, al mismo tiempo que se quita la piocha de O'Higgins. Entonces el presidente del Senado coloca la banda al presidente electo, y el saliente le coloca la piocha de O'Higgins. A continuación se entona el Himno Nacional y el presidente saliente –ya en ese momento expresidente– se retira acompañado de sus ministros de Estado. Finalmente, el presidente recién asumido toma juramento o promesa a quienes se desempeñarán como sus ministros de Estado y, luego de ello, se da por concluida la ceremonia y se levanta la sesión del Congreso Pleno.

### Subrogación y sucesión presidencial

#### Del presidente electo
La Constitución de 1828, que contemplaba la figura del Vice-presidente, disponía que si, el día de toma de posesión del cargo, algún accidente impedía la presencia del presidente electo, el vicepresidente recibiría provisionalmente el gobierno.
A su vez, en la Constitución de 1833 se establecía que si este se hallaba impedido para tomar posesión de la presidencia, le subrogaría o sustituiría mientras tanto el consejero de Estado más antiguo. Si el impedimento del presidente electo era absoluto o duraría indefinidamente, o por más tiempo del señalado al ejercicio del cargo, se haría nueva elección en la forma constitucional, sustituyéndole mientras tanto en el cargo el mismo consejero de Estado más antiguo, que no fuera eclesiástico.
En la Constitución de 1925 se preveía que si el presidente electo se hallaba impedido para tomar posesión del cargo, le subrogaría mientras tanto, con el título de Vice Presidente de la República, el presidente del Senado; a falta de este, el presidente de la Cámara de Diputados, y a falta de este, el presidente de la Corte Suprema. Si el impedimento era absoluto o duraría indefinidamente, o por más tiempo del señalado al ejercicio de la presidencia, el vicepresidente, en los diez días siguientes a la declaración que al respecto debía hacer el Congreso, expediría las órdenes convenientes para que se procediera dentro del plazo de sesenta días, a nueva elección en la forma prevenida por la Constitución y, por la ley de elecciones.
De acuerdo con la Constitución de 1980, en caso de que el presidente electo se encuentre impedido para tomar posesión del cargo, le sustituirá mientras tanto, con el título de Vicepresidente de la República, el presidente del Senado; a falta de este, el presidente de la Corte Suprema, y a falta de este, el presidente de la Cámara de Diputados; tras las reformas de 2005, se alteró el orden antes señalado, quedando actualmente, a continuación del presidente del Senado, el presidente de la Cámara de Diputados, y a falta de este, el presidente de la Corte Suprema. Si el impedimento es absoluto o debiere durar indefinidamente, el vicepresidente, en los diez días siguientes al acuerdo que debe adoptar el Senado, expide las órdenes convenientes para que se proceda, dentro del plazo de sesenta días, a nueva elección en la forma prevista por la Constitución y la ley de elecciones.
Históricamente no se han presentado situaciones que hayan obligado a aplicar las normas antes reseñadas.

#### Del presidente en ejercicio

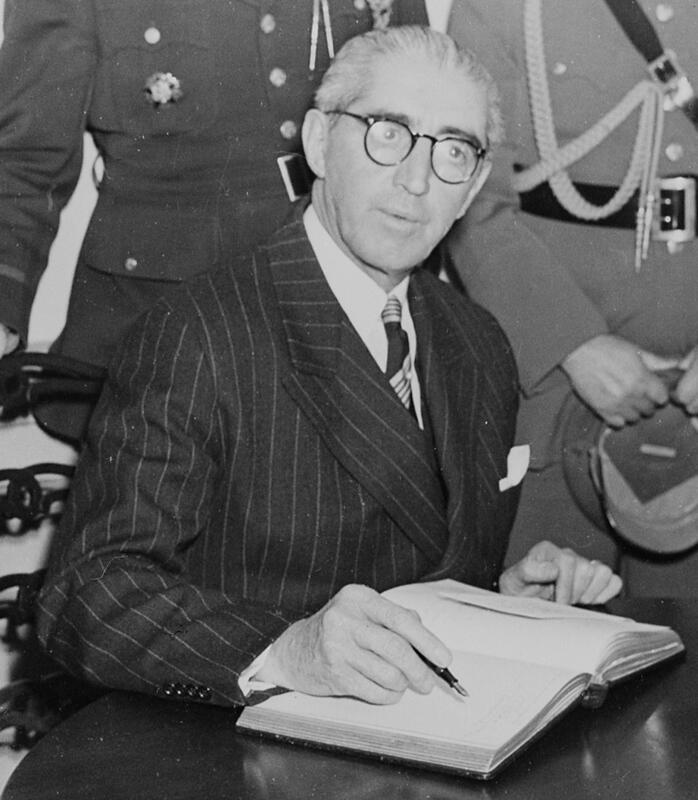
Juan Antonio Ríos, durante su visita a Estados Unidos en 1945, fue subrogado por el ministro del Interior Alfredo Duhalde.

La Constitución de 1828 preceptuaba que, ante una imposibilidad del presidente para desempeñar su cargo, este sería reemplazado por el Vice-presidente. Si ambos, presidente y vicepresidente, se hallaban imposibilitados de ejercer sus funciones, el Poder Ejecutivo sería ejercido por el presidente del Senado, o el presidente de la Comisión Permanente, si las Cámaras del Congreso estaban en receso, expidiendo las notificaciones y órdenes necesarias para proceder a una nueva elección.
En la Constitución de 1833 se disponía que, en caso de que el presidente de la República mandare personalmente la fuerza armada, o cuando por enfermedad, ausencia del territorio de la República u otro grave motivo no pudiere ejercer su cargo, le subrogaría o sustituiría temporalmente el ministro del Despacho del Interior con el título de Vice Presidente de la República. A falta de este, le sustituiría el ministro del Despacho más antiguo y, a falta de los ministros del Despacho, el consejero de Estado más antiguo, que no fuere eclesiástico. En 1910, tras la muerte del presidente Pedro Montt y, posteriormente, del vicepresidente Elías Fernández Albano, se suscitaron dudas a la hora de definir quién debía entenderse como "Ministro del Despacho más antiguo", siendo resueltas en el sentido que la antigüedad se refería a la fecha de juramento en el cargo de ministro y no a la de creación del ministerio.
Por su parte, la Constitución de 1925 establecía que, cuando el presidente mandare personalmente la fuerza armada nacional, o cuando por enfermedad, ausencia del territorio de la República u otro grave motivo, no pudiere ejercitar su cargo, le subrogaría o sustituiría temporalmente, con el título de Vice Presidente de la República, el ministro a quien favorezca el orden de precedencia que señale la ley. A falta de este, le sustituiría el ministro que siga en ese orden de precedencia, y a falta de todos los ministros, sucesivamente, el presidente del Senado, el presidente de la Cámara de Diputados o el presidente de la Corte Suprema. El decreto con fuerza de ley n.º 7912, del 5 de diciembre de 1927, estableció el orden de precedencia de los ministerios, de la siguiente forma: ministro del Interior, de Relaciones Exteriores, de Educación Pública, de Justicia, de Guerra, de Marina, de Fomento, de Bienestar Social. Posteriormente, un Decreto n.º 5802, del Ministerio del Interior, del 24 de diciembre de 1942, fijó el siguiente orden de precedencia de los Ministerios: Ministerio del Interior; Relaciones Exteriores; Economía y Comercio; Hacienda; Educación Pública; Justicia; Defensa Nacional; Obras Públicas y Vías de Comunicación; Agricultura; Tierras y Colonización; Trabajo; y Salubridad, Previsión y Asistencia Social.
Las reglas dispuestas por la Constitución vigente son similares a las anteriores, y señalan que, en caso de impedimento temporal, por enfermedad, ausencia del territorio u otro grave motivo, el presidente de la República es subrogado, con el título de vicepresidente de la República, por el ministro de Estado titular a quien corresponda de acuerdo con el orden de precedencia legal. A falta de todos ellos, es subrogado por el presidente del Senado; a falta de este, por el presidente de la Cámara de Diputados, y a falta de este, por el presidente de la Corte Suprema.
Hasta el año 2011, el orden de precedencia legal de los ministerios de Estado, era el contenido en el Decreto con Fuerza de Ley n.º 7912 de 1927. Como dicho listado resultaba obsoleto –al igual que señalado en el Decreto n.º 5802 de 1942–, pues algunos ministerios que incluía ya no existían como tales (fueron modificados o refundidos en otros) y omitía los creados con posterioridad a su promulgación, se acudía al Reglamento de Ceremonial Público y Protocolo, contenido en el Decreto n.º 537 del Ministerio de Relaciones Exteriores, del 18 de agosto de 2002, para "construir" el orden de precedencia actualizado; así este quedaba de la siguiente forma: ministro del Interior; Relaciones Exteriores; Defensa Nacional; Hacienda; Secretaría General de la Presidencia; Secretaría General de Gobierno; Economía, Fomento y Turismo; Planificación y Cooperación; Educación; Justicia; Trabajo y Previsión Social; Obras Públicas; Salud; Vivienda y Urbanismo; Agricultura; Minería; Transporte y Telecomunicaciones; y Bienes Nacionales.
Posteriormente, con la Ley n.º 20.502 del 21 de febrero de 2011 se actualizó el listado de ministerios, mediante una reforma al Decreto con Fuerza de Ley n.º 7912 de 1927, fijándose con claridad el orden de precedencia legal entre estos, compatibilizándolo totalmente con el orden contenido en el Reglamento de Ceremonial Público y Protocolo. De esa forma, a partir de tal fecha, el orden de precedencia de los ministerios es el siguiente: ministro del Interior, de Relaciones Exteriores, de Defensa Nacional, de Hacienda, secretario general de la Presidencia, Secretaría General de Gobierno, de Economía, Fomento y Turismo, de Planificación, de Educación, de Justicia, Trabajo y Previsión Social, de Obras Públicas, de Salud, de Vivienda y Urbanismo, de Agricultura, de Minería, de Transporte y Telecomunicaciones, de Bienes Nacionales, de Energía, y de Medio Ambiente.

### Vacancia del presidente
La Constitución de 1833 establecía que la vacancia del presidente se producía en los casos de muerte, declaración de haber lugar a su renuncia, u otra clase de imposibilidad absoluta, o que no pudiere cesar antes de cumplirse el tiempo que falta a los 5 años de su duración constitucional. En tal caso, este era sucedido en el mando de acuerdo con las reglas de subrogación de presidente en ejercicio, debiendo el gobierno expedir las órdenes convenientes para que se procediera a nueva elección de presidente en la forma prevenida por la Constitución.
Para la Constitución de 1925, la vacancia del cargo existía en los casos de muerte, declaración de haber lugar a su renuncia, u otra clase de imposibilidad absoluta, o que no pudiere cesar antes de cumplirse el tiempo que falta del período constitucional. En dicha situación, la sucesión en el mando se verificaba de acuerdo con las reglas de subrogación de presidente en ejercicio, debiendo el vicepresidente, en los primeros diez días de su gobierno, expedir las órdenes convenientes para que se procediera, dentro del plazo de sesenta días, a una nueva elección de presidente en la forma prevenida por la Constitución y por la ley de elecciones.
En la Constitución de 1980 las causales de vacancia no están enumeradas, como en los textos constitucionales anteriores. De la lectura de sus normas y de la aplicación de otras disposiciones del ordenamiento jurídico chileno vigente, se señalan las siguientes:
- Muerte, no está mencionada explícitamente, pero resulta evidente.
- Renuncia, que debe ser admitida por el Senado, debiendo oír previamente al Tribunal Constitucional.
- Inhabilidad, que debe ser declarada por el Senado, cuando un impedimento físico o mental lo inhabilite para el ejercicio de sus funciones, debiendo oír previamente al Tribunal Constitucional.
- Declaración de culpabilidad en juicio político, que debe ser pronunciada por el Senado, quedando destituido de su cargo.
- Condena en materia penal, en el evento que la sentencia le acarree la inhabilitación para cargos u oficios públicos.
- Inhabilitación por sentencia del Tribunal Constitucional, que declara la inconstitucionalidad de organizaciones y de movimientos o partidos políticos, y la responsabilidad de las personas que hubieran tenido participación en los hechos que motivaron tal declaración, pues implica, entre otras sanciones, la pérdida de pleno derecho de los cargos públicos de elección popular que se tuviere posesión, aunque tratándose del presidente requiere, además, el acuerdo del Senado.

Verificada la vacancia, se produce la subrogación conforme al orden anteriormente mencionado para el presidente en ejercicio, y se debe proceder a elegir al sucesor –que dura en el cargo hasta completar el período que restaba a quien reemplaza, no pudiendo postular como candidato a la elección presidencial siguiente–, de acuerdo con las siguientes reglas:
- Si faltan menos de dos años para la próxima elección presidencial, el presidente es elegido por el Congreso Pleno por la mayoría absoluta de los senadores y diputados en ejercicio.
- Si faltan dos años o más para la próxima elección presidencial, el vicepresidente, dentro de los diez primeros días de su mandato, debe convocar a elección presidencial para el 120.º día después de la convocatoria.

## Facultades, atribuciones y deberes del presidente
El Congreso en 1826, mediante las Leyes Federales, además de disponer que el jefe del Estado se denominaría en adelante presidente de la República, estableció que sus atribuciones serían "las que corresponden al Poder Ejecutivo por las leyes preesistentes y las que ulteriormente acuerde ésta y las subsiguientes lejislaturas".
El mismo año, mediante una ley de 14 de octubre se regularon en forma provisoria, mientras se aprobaba la Constitución, las "atribuciones del Poder Ejecutivo", fijándose asimismo una serie de prohibiciones. El ejercicio de estas facultades, en general, requerían del acuerdo de la "Legislatura Nacional".

### El presidente en la Constitución

#### Constitución de 1828
Artículo 60. El Supremo Poder Ejecutivo será ejercido por un ciudadano chileno de nacimiento, de edad de más de treinta años, con la denominación de Presidente de la República de Chile.
Capítulo VII. Del Poder Ejecutivo, Constitución Política de la República de Chile de 1828

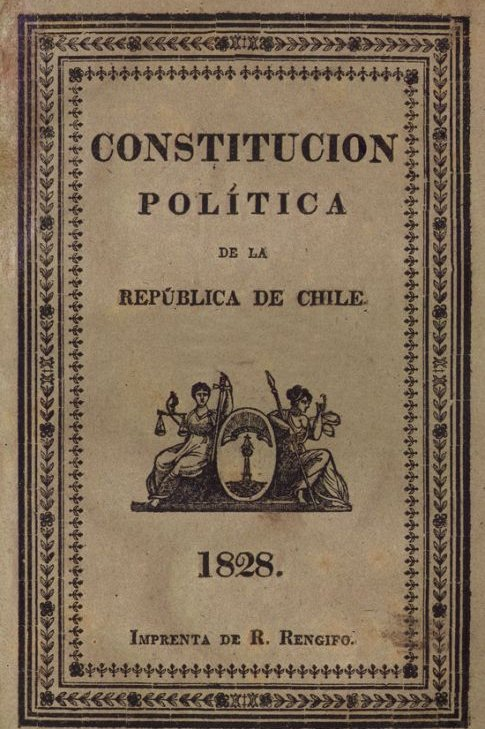
Ejemplar de la Constitución Política de la República de Chile de 1828.

La Constitución de 1828 establecía que "El ejercicio de la soberanía [...] se divide en tres poderes, que son: el Legislativo, el Ejecutivo y el Judicial, los cuales se ejercerán separadamente, no debiendo reunirse en ningún caso" (artículo 22), disponiendo que el Poder Ejecutivo sería ejercido por un "presidente de la República de Chile" (artículo 60), y creando además un vice-presidente, para subrogarlo o reemplazarlo, en su caso.
En el artículo 83 fijaba las facultades presidenciales, expresando que "Son atribuciones del Poder Ejecutivo", entre otras: nombrar y remover a los Ministros Secretarios del Despacho –que podían ser acusados ante la Cámara de Diputados y juzgados por el Senado al igual que el mismo presidente–, a los oficiales de las secretarías, y proveer los empleos civiles, militares y eclesiásticos, con acuerdo del Senado, o de la Comisión Permanente en su receso, para los diplomáticos, y oficiales superiores del ejército –los ministros de la Corte Suprema los designaba el Congreso–; designar a los intendentes, viceintendentes, y jueces letrados de primera instancia, de ternas propuestas por las Asambleas provinciales.
Podía destituir a los empleados, por ineptitud u omisión, requiriendo del consentimiento del Senado, o de la Comisión Permanente en su receso, y por la comisión de delitos, debiendo pasar los antecedentes a los tribunales de justicia.
También, le correspondía al presidente el ejercicio de las atribuciones del patronato, pero la propuesta de los obispos debía hacerse con la aprobación de la Cámara de Diputados. Poseía, asimismo, atribuciones en materia legislativa, pudiendo proponer leyes y ejercer la facultad de veto suspensivo sobre los proyectos de ley aprobados por las cámaras del Congreso; debía promulgar las leyes, presentar anualmente al Congreso el presupuesto de los gastos necesarios, y rendir cuenta de la inversión del presupuesto anterior. En general, el Congreso Nacional, a su vez, debía aprobar todas las leyes y ciertos actos del gobierno, el presupuesto nacional y la cuenta de su inversión, y la que fijaba anualmente las fuerzas armadas (artículo 46).
Esta Constitución no estableció un poder ejecutivo fuerte, como el que se requería en el contexto de la inestabilidad que se generó en el período de la Organización de la República –y que culminó en la Revolución de 1829–, pues los poderes del presidente estaban condicionados al accionar del Congreso, y su gestión gubernativa limitada, en diversas formas, por las atribuciones que poseían ambas cámaras del Congreso y las asambleas provinciales, los intendentes y gobernadores locales.

#### Constitución de 1833
Artículo 59. Un ciudadano con el título de Presidente de la República de Chile administra el Estado, y es el jefe Supremo de la Nación.
Capítulo VII. Del Presidente de la República, Constitución Política de la República de Chile de 1833

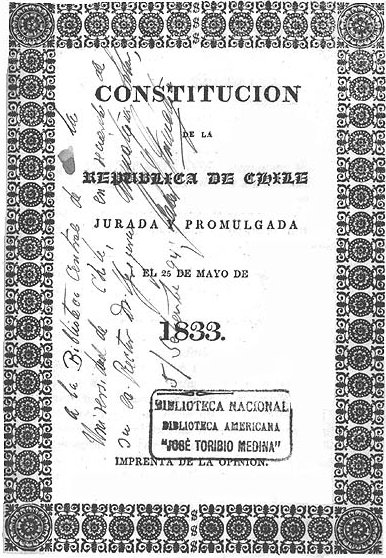
Ejemplar de la Constitución Política de la República de Chile de 1833.

La Constitución de 1833 disponía que el presidente era el "jefe Supremo de la Nación" (artículo 59), atribuyéndole la administración y gobierno del Estado, agregando que "su autoridad se extiende a todo cuanto tiene por objeto la conservación del orden público en el interior, y la seguridad exterior de la República, guardando y haciendo guardar la Constitución y las leyes" (artículo 81). Era irresponsable políticamente durante su mandato y poseía un organismo consultivo, denominado Consejo de Estado, cuyo dictamen era obligatorio en ciertas materias.
Las facultades que se reconocen al presidente son muy amplias, superando los que hasta entonces habrían tenido los gobernante en Chile, cubriendo un gran abanico de actividades del Estado: gobierno interior, relaciones exteriores, justicia, hacienda, guerra, educación y materias eclesiásticas. Gabriel Amunátegui Jordán lo describía como "un pequeño monarca temporal, absoluto e irresponsable".
El artículo 82 establece una serie de "atribuciones especiales" del presidente, entre otras: nombrar y remover a su voluntad a los Ministros del Despacho y oficiales de sus secretarías, a los Consejeros de Estado, a los ministros diplomáticos, a los cónsules y demás agentes exteriores, y a los intendentes de provincia y gobernadores de plaza; nombrar los magistrados de los tribunales superiores de justicia, y los jueces letrados de primera instancia, a propuesta del Consejo de Estado; velar sobre la pronta y cumplida administración de justicia, y la conducta ministerial de los jueces; proveer los demás empleos civiles y militares, con acuerdo del Senado, y con el de la Comisión Conservadora en su receso, tratándose de los oficiales superiores del Ejército y Armada; destituir a los empleados por ineptitud, u otro motivo similar, –con acuerdo del Senado, y en su receso con el de la Comisión Conservadora, en caso de jefes de oficina o empleados superiores, y con informe del respectivo jefe, tratándose de empleados subalternos–; ejercer el derecho de patronato, presentando los candidatos para los arzobispados, obispados y otras dignidades eclesiásticas –a propuesta en terna del Consejo de Estado, y con aprobación del Senado respecto de los dos primeros–; declarar en estado de sitio, y por un determinado tiempo, uno o varios puntos del territorio en caso de ataque exterior, con acuerdo del Consejo de Estado, y en caso de conmoción interior, con el del Congreso Nacional, suspendiéndose el imperio de la Constitución en el territorio comprendido en tal declaración (artículo 161).
Además, el presidente poseía importantes atribuciones en materia legislativa, que contradecían el enunciado del artículo 13 ("El Poder Legislativo reside en el Congreso Nacional"), concurriendo a la formación de las leyes: podía presentar proyectos de ley, prorrogar las sesiones ordinarias del Congreso y convocarlo a sesiones extraordinarias, con acuerdo del Consejo de Estado, y debía sancionarlas y promulgarlas, gozando de derecho a veto absoluto, en cuyo caso el proyecto desechado totalmente no podía ser propuesto nuevamente en la sesiones legislativas de aquel año. El Congreso Nacional, en general, debía aprobar todas las leyes, fijar anualmente el presupuesto de gastos de la administración pública y las fuerzas de mar y tierra, y cada dieciocho meses las contribuciones (denominadas en conjunto como "leyes periódicas"), y podía otorgar al presidente "facultades extraordinarias", que le permitían legislar por vía reglamentaria y suspender temporalmente los derechos constitucionales.
La Constitución no ajustaba plenamente ni al régimen parlamentario ni al presidencial, encerrando elementos de uno y de otro sistema.
Las reformas constitucionales que se efectuaron en 1874, tendieron a disminuir el poder presidencial y robustecer al Congreso, lo que posibilitó el surgimiento del parlamentarismo chileno. Se suprimió la concesión de "facultades extraordinarias", sustituyéndolas por una autorización para dictar "leyes excepcionales", y la atribución de "velar sobre la pronta y cumplida administración de justicia"; se modificaron los efectos de la declaratoria de estado de sitio, limitándose a la facultad presidencial de arrestar o trasladar personas; se modificaron las facultades y la composición del Consejo de Estado, logrando que la mayoría de sus miembros fueren designados por las cámaras del Congreso, entre otras. A partir de dicha época se comenzó a debatir ampliamente la determinación del sistema político establecido en la Carta de 1833: si era de predominio presidencial o parlamentario. Ello fue finalmente resuelto mediante las armas, en la guerra civil chilena de 1891, con el triunfo de las fuerzas del Congreso, imponiéndose entonces la interpretación parlamentaria de la Constitución.
Con la República Parlamentaria, a partir de 1891, se impuso la práctica parlamentarista, sin que se introdujeran mayores cambios en el texto constitucional, salvo por la modificación del sistema de convocatoria a sesiones extraordinarias del Congreso, con el fin de prevenir los sucesos previos a la Guerra Civil, y del veto presidencial, que fue sustituido por un mecanismo de veto suspensivo. Durante el período, el presidente se transformó en un mero jefe de Estado, cuyo gabinete requería de la confianza del Congreso, haciendo las veces de jefe de Gobierno el ministro del Interior, aunque careciendo de la facultad de disolver las cámaras del Congreso.
El sistema se mantuvo hasta los años 1920, época en que el sistema parlamentario chileno entró en crisis, producto del desprestigio derivado de la ineficacia gubernativa que generaba, por la censura continua de los gabinetes ministeriales, y la crisis económica que afectaba al país. En 1924 se produjo un golpe de Estado, instalándose una Junta de Gobierno, que asumió el poder en reemplazo del presidente que se exilió, y que decidió disolver el Congreso Nacional.

#### Constitución de 1925
Artículo 60. Un ciudadano con el título de Presidente de la República de Chile administra el Estado, y es el Jefe Supremo de la Nación.
Capítulo V. Presidente de la República, Constitución Política de la República de Chile de 1925

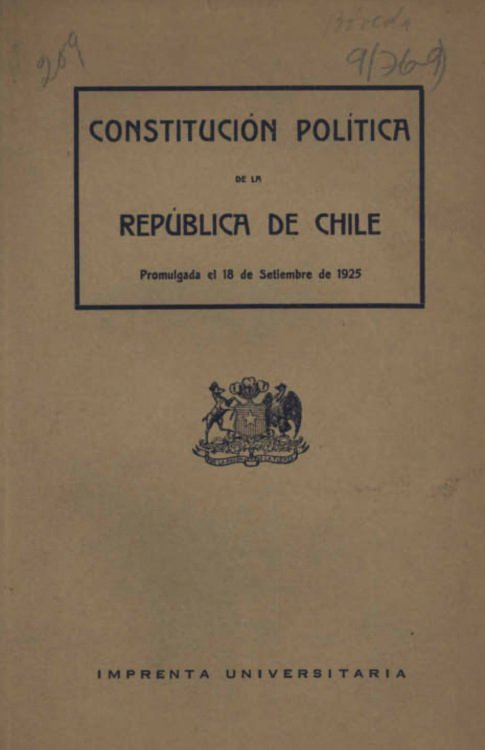
Ejemplar de la Constitución Política de la República de Chile de 1925.

La Constitución de 1925, según se da cuenta en las actas de la comisión redactora, pretendió reemplazar el régimen parlamentario imperante por uno "absolutamente peculiar, adaptado a nuestras costumbres políticas y orientado a corregir nuestros males; es una terapia especial para Chile, no copiada de parte alguna", procurándose una mayor separación entre las funciones del Congreso Nacional y del presidente.
En esta constitución, al igual que en la Carta de 1833, el presidente era el "Jefe Supremo de la Nación". Le estaba confiada la administración y gobierno del Estado, y su autoridad se extendía a todo cuanto tuviere por objeto la conservación del orden público en el interior, y la seguridad exterior de la República, "de acuerdo con la Constitución y las leyes" (artículo 71).
El artículo 72 contiene las "atribuciones especiales del presidente", donde se le otorga, entre otras: la facultad de nombrar y remover a su voluntad a los ministros de Estado y Oficiales de sus Secretarías –agregándose explícitamente que los acuerdos que adoptara la Cámara de Diputados en la fiscalización de los actos del gobierno no comprometían la responsabilidad política de estos (artículo 39 n.º 2), aunque al igual que el presidente podían ser objeto de un juicio político–, a los Agentes diplomáticos, intendentes y gobernadores; nombrar a los magistrados de los tribunales superiores de justicia, de una quina –para los ministros de la Corte Suprema– o terna –para los ministros de las Cortes de Apelaciones–, propuesta por la Corte Suprema, y a los Jueces Letrados, a propuesta en terna de la Corte de Apelaciones de la jurisdicción respectiva; velar por la conducta ministerial de los jueces y demás empleados del Poder Judicial; proveer los demás empleos civiles y militares que determinen las leyes, conforme al Estatuto Administrativo, y conferir, con acuerdo del Senado, los empleos o grados de coroneles, capitanes de navío y demás oficiales superiores del Ejército y Armada; destituir a los empleados de su designación, por ineptitud u otro motivo –con acuerdo del Senado, si son jefes de oficinas, o empleados superiores, y con informe de la autoridad respectiva, si son empleados subalternos–, en conformidad a las leyes orgánicas de cada servicio público.
Además la Constitución concedía amplias facultades colegisladoras al presidente, pues no solo le otorga la sanción y promulgación de las leyes, y el derecho a veto suspensivo, sino también una amplísima iniciativa legislativa –exclusiva respecto a los suplementos a partidas o ítem de la ley de presupuestos–, la posibilidad de urgir el despacho de los proyectos de ley (mediante el denominado sistema de "urgencias") e intervenir en su discusión a través de los ministros de Estado. También poseía la atribución de prorrogar el período ordinario de sesiones del Congreso ("legislatura ordinaria") y convocarlo a un período de sesiones extraordinarias ("legislatura extraordinaria") –aunque el Congreso también podía autoconvocarse–. En general, el Congreso Nacional debía aprobar todas las leyes y otorgar su acuerdo para asuntos específicos, como la autorización para que el presidente pudiera salir del territorio nacional.
La Constitución dispuso que al inaugurarse cada legislatura ordinaria (del 21 de mayo al 18 de septiembre de cada año), el presidente debía dar cuenta al Congreso Pleno del estado administrativo y político de la Nación (artículo 56), incorporando una práctica que se impuso desde los primeros años de vigencia de la Carta de 1833.
En 1943 se introdujo la primera de reforma constitucional a la Carta de 1925, a través de la ley 7727. Entre otras materias, se redujo la libertad de iniciativa legislativa de los senadores y diputados, concediendo exclusividad al presidente para presentar proyectos de ley en materia de alteración de la división política o administrativa del país, para crear nuevos servicios públicos o empleos rentados, y para conceder o aumentar sueldos y gratificaciones al personal de la Administración Pública, de las empresas fiscales y de las instituciones semifiscales; respecto de tales iniciativas, el Congreso Nacional solo podía aceptar, disminuir o rechazar los servicios, empleos, emolumentos o aumentos que se propusieran. Además, se le otorgó al presidente la facultad para decretar pagos no autorizados por la ley, con la firma de todos los ministros de Estado, en ciertas situaciones de gravedad o emergencia para el país, y hasta el 2 % del presupuesto de gastos aprobado para el año ("decretos de emergencia económica").
Mediante la ley 17284 de 1970 se reformó nuevamente la Constitución. Entre otros aspectos, se facilitó la salida del país del presidente, requiriendo del acuerdo del Congreso solo en caso de ausencia del territorio nacional por más de quince días o en los últimos noventa días de su mandato; se le permitió dictar decretos con fuerza de ley, previa delegación del Congreso, fijándose el marco de la respectiva autorización, las materias y la forma de control de las normas dictadas –sin perjuicio que en la práctica anterior se otorgaron amplias leyes delegatorias a los presidentes, aunque la Constitución no lo contemplaba (artículo 44 n.º 13)–; se modificaron las materias de iniciativa exclusiva del presidente, extendiéndola a todos los proyectos de ley de orden económico y social –tributos, remuneraciones, regímenes de previsión y seguridad social–; y se le permitió consultar a los ciudadanos, mediante plebiscito, en caso de divergencias sobre un proyecto de reforma constitucional, entre el presidente y el Congreso.
Tras el Golpe de Estado de 1973, se instaló una Junta Militar de Gobierno, que asumió el "mando supremo de la Nación", como lo señala su acta constitutiva –contenida en el Decreto Ley n.º 1 del mismo año–. Dicha acta no derogó ni suspendió la Constitución de 1925, sino que afirmó que la junta respetaría "la Constitución y las leyes de la República, en la medida en que la actual situación el país lo permitan [sic]" (artículo 3.º). Con el Decreto Ley n.º 128 de 1973, se aclaró que el mando supremo de la Nación suponía "el ejercicio de todas las atribuciones de las personas y órganos que componen los Poderes Legislativos y Ejecutivo, y en consecuencia el Poder Constituyente que a ellos corresponde" –ejercidos por la Junta Militar mediante decretos leyes–, y que el Poder Judicial ejercería sus funciones "en la forma y con la independencia y facultades que señale la Constitución Política del Estado", mientras el Poder Ejecutivo sería ejercido a través de decretos supremos y resoluciones. A partir de aquel momento, la Constitución fue objeto de diversas modificaciones, expresas y tácitas, mediante decretos leyes, dentro del contexto de un "proceso de desconstitucionalización" de las normas constitucionales, que pasaron a tener vigencia en el mismo grado que las leyes ordinarias.
El Estatuto de la Junta de Gobierno (decreto ley 527 de 1974) estableció que el "poder ejecutivo" sería ejercido por "el Presidente de la Junta de Gobierno, quien es el Jefe Supremo de la Nación" y tendría las facultades, atribuciones y prerrogativas que el mismo Estatuto fijaba (artículo 7); posteriormente se modificó la norma, disponiéndose que el presidente de la Junta "quien, con el título de Presidente de la República de Chile, administra el Estado y es el Jefe Supremo de la Nación, con las facultades, atribuciones y prerrogativas que este mismo Estatuto le otorga". Sus "atribuciones especiales" eran, en general, similares a aquellas señaladas en la Constitución de 1925, y su enumeración terminaba expresando que también se incluían las demás "que la Constitución y las leyes conceden al Presidente de la República" (artículo 10 n.º 15).

#### Constitución de 1980
Artículo 24. El gobierno y la administración del Estado corresponden al Presidente de la República, quien es el Jefe del Estado.
Capítulo IV. Gobierno, Presidente de la República, Constitución Política de la República de Chile de 1980

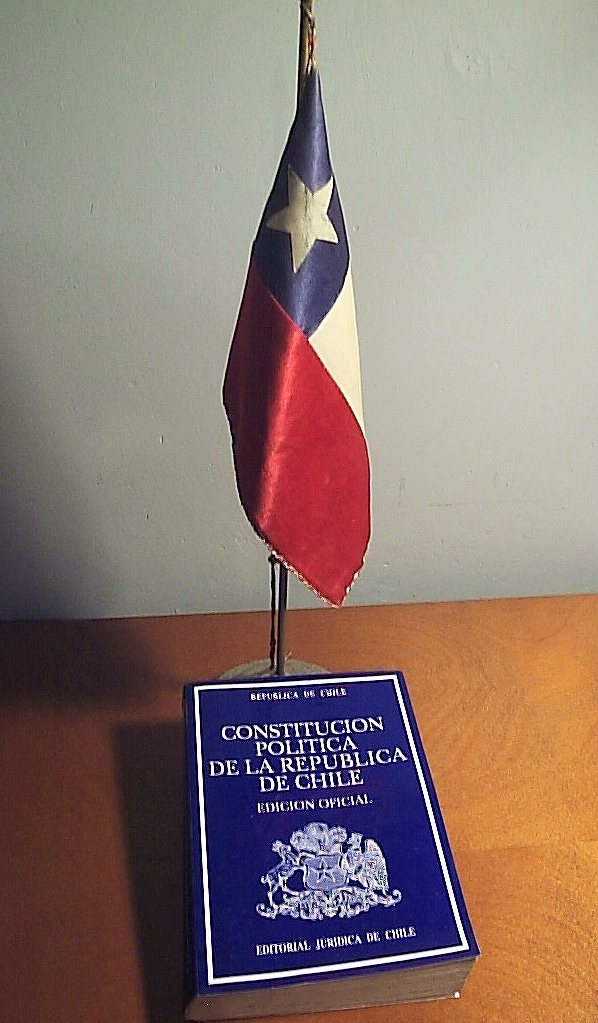
Ejemplar de la Constitución Política de la República de Chile.

La Constitución de 1980, señala que el gobierno y la administración del Estado corresponden al presidente de la República, al que titula propiamente de "Jefe de Estado", a diferencia de los dos textos constitucionales previos que utilizaban la expresión "Jefe Supremo de la Nación". El capítulo sobre el "Gobierno" –que incluye el párrafo sobre el presidente de la República– se presenta en el texto antes que el referido al Congreso Nacional –que tradicionalmente lo precedió–, como forma de resaltar el rol del presidente dentro de la institucionalidad; además, el título del capítulo se explica porque, entre otras razones, en él se contemplan, por una parte, todas la tareas que le competen al presidente en la dirección del país como jefe máximo del Poder Ejecutivo y, por otra, las que le caben dentro de la administración estatal.
La Constitución, al calificarlo como jefe de Estado, lo define como el "órgano máximo del ordenamiento jurídico y, al mismo tiempo, el centro de su normatividad, puesto que a él y en él convergen de un modo u otro los demás órganos". De acuerdo con el artículo 24, el presidente dispone del poder gubernamental "que le permite adoptar, siempre dentro de la Carta, cualquier medida que no se halle explícitamente atribuida al legislador o a otro órgano de jerarquía constitucional".
No obstante, el gobierno y la administración del Estado "no le pertenecen exclusivamente a él, sino que le competen en el grado más relevante, y pocas veces de modo exclusivo y excluyente, aunque en muchos aspectos de manera especial", aunque siempre de acuerdo con la Constitución y las leyes. La Carta se los confiere con todas las limitaciones y restricciones que ella misma establece; es por esto que "su facultad de administrar no comprende ni puede comprender a los organismo autónomos que contempla la Constitución, como la Contraloría General de la República, el Banco Central y las Municipalidades".
La Constitución, asimismo, dispone que la autoridad del presidente "se extiende a todo cuanto tiene por objeto la conservación del orden público en el interior y la seguridad externa de la República, de acuerdo con la Constitución y las leyes" (artículo 24 inciso segundo). Es decir, no le encarga la "mera ejecución pasiva y de cumplimiento literal de aquello que está previsto en el ordenamiento vigente, sino que, sin salirse del marco que le impone, deberá entender que actúa conforme a la Constitución, tanto cuando usa las atribuciones especiales que ésta y las leyes señalan, como cuando extiende su autoridad a todo lo que mire a la conservación del orden público interno y a la seguridad externa, aunque no esté previsto explícitamente en la letra de las reglas de derecho positivo en vigor y siempre que no atropelle la órbita propia del legislador o la de los demás órganos constitucionales". Es necesario tener presente, en todo momento, que el presidente es una de las autoridades por medio de las cuales se ejerce la soberanía, y no es el titular y depositario del poder que ejerce, sino que tan solo un delegado (artículo 5) –de allí la exactitud de la denominación de "Primer Mandatario"–, siendo responsable de sus actos.
Además, en su texto original, preceptuaba que el presidente debía dar, a lo menos una vez al año, cuenta al país del estado administrativo y político de la nación (artículo 24, inciso final); de acuerdo a la reforma constitucional de 2005, ella debía efectuarse precisamente el 21 de mayo de cada año ante el Congreso Pleno, recogiendo con ello la tradición constitucional al respecto. Sin embargo, con la reforma de 2017, el discurso debe realizarse el 1 de junio de cada año.
La Constitución de 1980, desde su entrada en vigencia, el 11 de marzo de 1981, hasta el término del mandato presidencial de ocho años dispuesto por la misma, o sea, hasta el 11 de marzo de 1989 —que se prorrogó un año, de acuerdo con la regla vigesimonovena transitoria, es decir, hasta el 11 de marzo de 1990, debido al resultado del plebiscito de 1988—, fijó un período constitucional transitorio, configurado básicamente por los preceptos contenidos en las normas decimocuarta a vigesimoséptima transitorias. Al señalar las facultades del presidente, la regla decimoquinta le otorgaba las atribuciones y obligaciones contenidas en las normas permanentes de la misma Carta, con ciertas modificaciones y salvedades; de ese modo, se le permitió decretar por sí mismo los estados de emergencia y catástrofe, y designar y remover libremente a los alcaldes, e imponiéndole el acuerdo de la Junta de Gobierno para ciertos actos: designación de los Comandantes en jefe de las Fuerzas Armadas y al general director de Carabineros y del contralor general de la República; declaración de guerra; implantación de los estados de asamblea y de sitio; declarar la guerra; admisión de las acciones contra los ministros de Estado para hacer efectiva su responsabilidad civil derivada del ejercicio de sus funciones; y ausencia del país por más de treinta días o en los últimos noventa días de su período.
Por otro lado, en su texto permanente, la Constitución estableció originalmente un régimen presidencial autoritario con un claro desequilibrio entre el presidente y el Congreso, a favor del primero. Las reformas constitucionales de 1989, entre otros aspectos, disminuyó dicho desequilibrio, privando al presidente de la facultad de disolver la Cámara de Diputados.
Con las reformas constitucionales de 2005, el presidente recuperó la atribución, contemplada en las anteriores constituciones, de llamar a retiro a los comandantes en jefe de las Fuerzas Armadas y al general director de Carabineros antes de completar su respectivo período; previo a esta reforma, el llamado a retiro procedía en casos calificados y con acuerdo del Consejo de Seguridad Nacional. Por otro lado, al derogarse la figura de los senadores designados, se eliminaron las facultades presidenciales de intervención en su nombramiento.
El régimen actualmente vigente se acerca a un presidencialismo democrático puro. La amplia acumulación de atribuciones que posee el presidente de la República, han configurado un fuerte presidencialismo –o presidencialista con tendencia al neopresidencialismo –, que se ha mostrado algo más vigoroso al proyectarse en un Estado Unitario, como lo es Chile.

##### Atribuciones especiales
La Constitución enumera en el artículo 32 las "atribuciones especiales del Presidente de la República". Esta norma no supone taxatividad o un numerus clausus, ya que las indicadas no son todas las que le competen, porque existen otras expresamente conferidas en otras secciones de la Carta y porque, además, su misión no se agota "en tareas específicas, sino que es universal por su vastedad y trascendencia", situación antes comentada. Considerando su contenido, éstas han sido clasificadas en: atribuciones relacionadas con el poder constituyente (artículo 32 n.º 4), relacionadas con la función legislativa (n.º 1, 2 y 3), relacionadas con el Poder Judicial (n.º 12 y 13), relacionadas con las Fuerzas Armadas (n.º 16, 17, 18 y 19), relacionadas con la organización institucional (n.º 9), materias de relaciones exteriores (n.º 8 y 15), de carácter político (n.º 5 y 14), de carácter administrativo (n.º 6, 7, 10, 11 y 20).
Tras la reforma constitucional de 2005, son atribuciones especiales del presidente de la República las siguientes:
- Concurrir a la formación de las leyes con arreglo a la Constitución, sancionarlas y promulgarlas.
- Pedir, indicando los motivos, que se cite a sesión a cualquiera de las ramas del Congreso Nacional. En tal caso, la sesión debe celebrarse a la brevedad posible.
- Dictar, previa delegación de facultades del Congreso, decretos con fuerza de ley sobre las materias que señala la Constitución.
- Convocar a plebiscito en los casos del artículo 128 (sobre reforma constitucional).
- Declarar los estados de excepción constitucional.
- Ejercer la potestad reglamentaria en todas aquellas materias que no sean propias del dominio legal, sin perjuicio de la facultad de dictar los demás reglamentos, decretos e instrucciones que crea convenientes para la ejecución de las leyes.
- Nombrar y remover a su voluntad a los ministros, subsecretarios, delegados regionales y delegados provinciales.
- Designar a los embajadores y ministros diplomáticos, y a los representantes ante organismos internacionales.
- Nombrar al contralor general de la República de Chile con acuerdo del Senado.
- Nombrar y remover a los funcionarios que la ley denomina como de su "exclusiva confianza" y proveer los demás empleos civiles. La remoción de los demás funcionarios se hace de acuerdo con las disposiciones que la ley determina.
- Conceder jubilaciones, retiros, montepíos y pensiones de gracia, con arreglo a las leyes.
- Nombrar a los magistrados y fiscales judiciales de las Cortes de Apelaciones y a los jueces letrados, a proposición de la Corte Suprema y de las Cortes de Apelaciones, respectivamente; a los miembros del Tribunal Constitucional que le corresponde designar; y a los magistrados y fiscales judiciales de la Corte Suprema y al fiscal nacional, a proposición de dicha Corte y con acuerdo del Senado, todo ello conforme a lo prescrito en esta Constitución.
- Velar por la conducta ministerial de los jueces y demás empleados del Poder Judicial y requerir, con tal objeto, a la Corte Suprema para que, si procede, declare su mal comportamiento, o al ministerio público, para que reclame medidas disciplinarias del tribunal competente, o para que, si hubiere mérito bastante, entable la correspondiente acusación.
- Otorgar indultos particulares en los casos y formas que determine la ley.

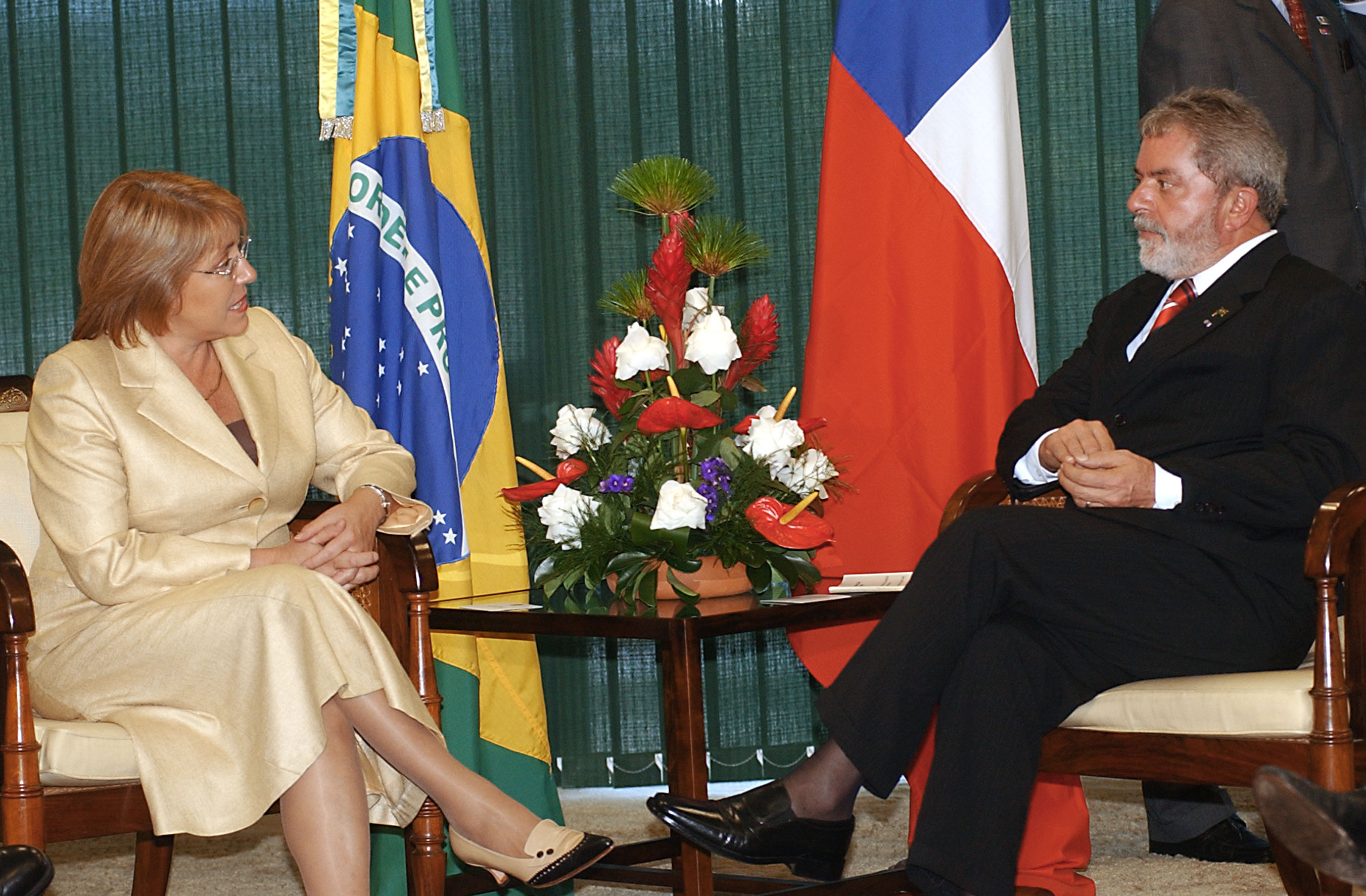
Michelle Bachelet junto al presidente de Brasil Lula da Silva. El presidente de Chile es el conductor de las relaciones internacionales

- Conducir las relaciones políticas con las potencias extranjeras y organismos internacionales, y llevar a cabo las negociaciones; concluir, firmar y ratificar los tratados que estime convenientes para los intereses del país, los que deberán ser sometidos a la aprobación del Congreso.
- Designar y remover al comandante en jefe del Ejército, de la Armada, de la Fuerza Aérea, al director general de la Policía de Investigaciones de Chile y al general director de Carabineros de Chile, y disponer los nombramientos, ascensos y retiros de los oficiales de las Fuerzas Armadas y de Carabineros en la forma que señala la Constitución.
- Disponer de las fuerzas de aire, mar y tierra, organizarlas y distribuirlas de acuerdo con las necesidades de la seguridad nacional.
- Asumir, en caso de guerra, la jefatura suprema de las Fuerzas Armadas.
- Declarar la guerra, previa autorización por ley, debiendo dejar constancia de haber oído al Consejo de Seguridad Nacional, y
- Cuidar de la recaudación de las rentas públicas y decretar su inversión con arreglo a la ley.

También posee funciones colegislativas: existe una serie de materias enumeradas en la Constitución de iniciativa exclusiva del presidente, en general sobre proyectos de ley que requieren de financiamiento (el Congreso Nacional no puede "crear gastos" por sí solo); además posee la facultad de intervenir en el trabajo legislativo mediante el sistema de "urgencias" ("urgencia simple" y "suma urgencia") y de vetar proyectos de ley aprobados por el Congreso (veto suspensivo o sustitutivo).
Materias de iniciativa legislativa exclusiva
Corresponde al presidente de la República la iniciativa legislativa exclusiva para:
- Imponer, suprimir, reducir o condonar tributos de cualquier clase o naturaleza, establecer exenciones o modificar las existentes, y determinar su forma, proporcionalidad o progresión.
- Crear nuevos servicios públicos o empleos rentados, sean fiscales, semifiscales, autónomos o de las empresas del Estado; suprimirlos y determinar sus funciones o atribuciones.
- Contratar empréstitos o celebrar cualquiera otra clase de operaciones que puedan comprometer el crédito o la responsabilidad financiera del Estado, de las entidades semifiscales, autónomas, de los gobiernos regionales o de las municipalidades, y condonar, reducir o modificar obligaciones, intereses u otras cargas financieras de cualquier naturaleza establecidas en favor del Fisco o de los organismos o entidades referidos.
- Fijar, modificar, conceder o aumentar remuneraciones, jubilaciones, pensiones, montepíos, rentas y cualquiera otra clase de emolumentos, préstamos o beneficios al personal en servicio o en retiro y a los beneficiarios de montepío, en su caso, de la Administración Pública y demás organismos y entidades anteriormente señalados, como asimismo fijar las remuneraciones mínimas de los trabajadores del sector privado, aumentar obligatoriamente sus remuneraciones y demás beneficios económicos o alterar las bases que sirvan para determinarlos.
- Establecer las modalidades y procedimientos de la negociación colectiva y determinar los casos en que no se podrá negociar, y
- Establecer o modificar las normas sobre seguridad social o que incidan en ella, tanto del sector público como del sector privado.

El Congreso Nacional solo puede aceptar, disminuir o rechazar los servicios, empleos, emolumentos, préstamos, beneficios, gastos y demás iniciativas sobre la materia que proponga el presidente de la República.
Facultades de legislación delegada
El presidente de la República puede solicitar autorización al Congreso Nacional para dictar disposiciones con fuerza de ley, durante un plazo no superior a un año, sobre materias que correspondan al dominio legal. Estas normas están sometidas en cuanto a su publicación, vigencia y efectos, a las mismas normas que rigen para la ley.
La autorización referida no puede extenderse a la nacionalidad, la ciudadanía, las elecciones ni al plebiscito, como tampoco a materias comprendidas en las derechos constitucionales o que deban ser objeto de leyes orgánicas constitucionales o de quorum calificado. Tampoco puede comprender facultades que afecten a la organización, atribuciones y régimen de los funcionarios del Poder Judicial, del Congreso Nacional, del Tribunal Constitucional ni de la Contraloría General de la República. Sin perjuicio de lo anterior, desde 2005 el presidente está autorizado constitucionalmente para fijar el texto refundido, coordinado y sistematizado de las leyes cuando sea conveniente para su mejor ejecución.
A la Contraloría General de la República le corresponde tomar razón de estos decretos con fuerza de ley, debiendo rechazarlos cuando ellos excedan o contravengan la autorización del Congreso.

### Ejercicio de las atribuciones

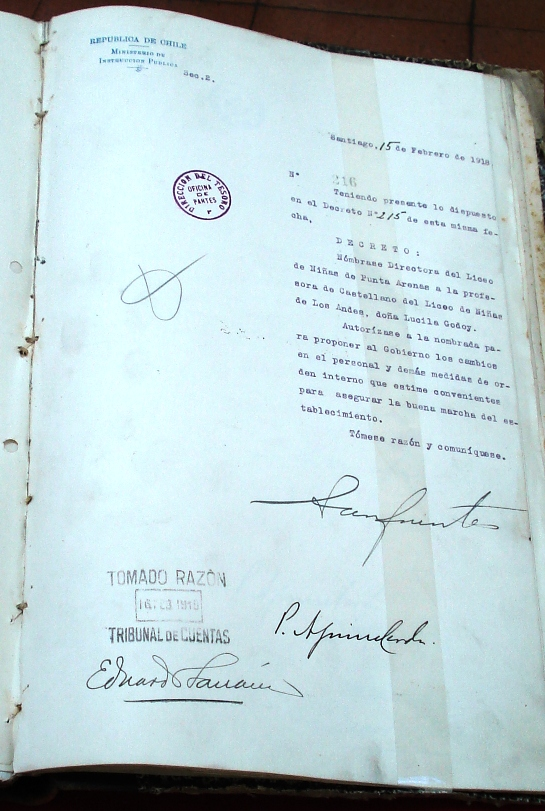
Decreto del presidente Juan Luis Sanfuentes, con la firma del entonces ministro de Justicia e Instrucción Pública Pedro Aguirre Cerda, que designa a Lucila Godoy (Gabriela Mistral) como directora del Liceo de Niñas de Punta Arenas en 1918.

Siendo el presidente de la República un órgano unipersonal, el ejercicio de sus funciones no puede calificarse de "exclusiva", por cuanto el ordenamiento jurídico chileno no considera que un acto del presidente, realizado exclusivamente por él, posea fuerza jurídica obligatoria, requiriéndose para ellos de la firma del ministro de Estado de la cartera respectiva.
Así, en la ley del 14 de febrero de 1827 se prescribía, en el artículo 2.º, que "Todos los decretos y órdenes del Poder Ejecutivo serán firmados por el Secretario del Despacho a que corresponda el asunto, y sin este requisito no serán obedecidos". En la Constitución de 1828 se establecía que se prohibía al Poder Ejecutivo "Expedir órdenes sin rubricarlas y sin la firma del Ministro respectivo. Faltando este requisito, ningún individuo será obligado a obedecerlas" (artículo 85 n.º 8).
La Constitución de 1833, en el artículo 86, se disponía que "Todas las órdenes del Presidente de la República deberán firmarse por el Ministro del Departamento respectivo, y no podrán ser obedecidas sin este esencial requisito". A su vez, la Constitución de 1925 reiteraba el precepto, señalando que "Todas las órdenes del Presidente de la República deberán firmarse por el Ministro del departamento respectivo, y no serán obedecidas sin este esencial requisito" (artículo 75).
En la Constitución vigente, de acuerdo con el artículo 35, "Los reglamentos y decretos del Presidente de la República deberán firmarse por el Ministro respectivo y no serán obedecidos sin este esencial requisito", agregando en el inciso segundo que "Los decretos e instrucciones podrán expedirse con la sola firma del Ministro respectivo, por orden del Presidente de la República, en conformidad a las normas que al efecto establezca la ley".
La exigencia de la firma, de a lo menos un ministro de Estado, no solo tiene por finalidad dar autenticidad al acto, sino diferenciar aquellos personales del presidente, de los que tienen carácter funcionario, y hacer posible el sistema de responsabilidades.

## Responsabilidad del presidente
En relación con la naturaleza y alcance de la responsabilidad asumida por el presidente de la República, se puede distinguir aquella que le corresponde como simple particular, de aquella que le compete como el más alto funcionario del Estado.

### Responsabilidad pública
En principio, la responsabilidad funcionaria del presidente se verifica mediante un juicio político seguido en su contra y que, en su caso, puede llevarlo a su destitución.
En la Constitución de 1828, el presidente podía ser acusado durante el tiempo de su gobierno o hasta un año después de su término, ante la Cámara de Diputados, por los delitos de traición, malversación de fondos públicos, infracción de la Constitución, y violación de los derechos individuales. Vencido el plazo señalado, no podía ser acusado por delito alguno cometido durante el período de su gobierno.
A su vez, la Constitución de 1833 disponía que solo podía ser acusado en el año posterior al término de su presidencia, por todos los actos de su administración, en que haya comprometido gravemente el honor o la seguridad del Estado, o infringido abiertamente la Constitución.
La Constitución de 1925 establecía que podía ser acusado por la Cámara de Diputados, por actos de su administración en que haya comprometido gravemente el honor o la seguridad del Estado, o infringido abiertamente la Constitución o las leyes. Esta acusación podía interponerse mientras estuviere en funciones y en los seis meses siguientes a la expiración de su cargo.
De acuerdo con la Constitución de 1980, puede ser acusado por la Cámara de Diputados, por actos de su administración que hayan comprometido gravemente el honor o la seguridad de la Nación, o infringido abiertamente la Constitución o las leyes. Esta acusación, que debe presentarse por no menos de diez ni más de veinte diputados, puede interponerse mientras el presidente esté en funciones y en los seis meses siguientes a su expiración en el cargo. Durante dicho lapso, y aún después de su eventual condena, solo puede hacerse efectiva la responsabilidad pública por las causales materias del juicio político.
La Cámara de Diputados, como atribución exclusiva, debe declarar si ha o no lugar la acusación en contra del presidente de la República, requiriéndose el voto de la mayoría de los diputados en ejercicio para declarar que ha lugar la acusación formulada.
Posteriormente, corresponde al Senado resolver la acusación, como jurado, limitándose a declarar si es o no culpable del delito, infracción o abuso de poder que se le imputa. Esta declaración de culpabilidad debe ser pronunciada por los dos tercios de los senadores en ejercicio.
Por la declaración de culpabilidad, el presidente en ejercicio queda destituido de su cargo y no puede desempeñar ninguna función pública, sea o no de elección popular, por el término de cinco años. Además, queda sujeto a los tribunales competentes para ser juzgado de acuerdo con las leyes, tanto para la aplicación de la pena señalada al delito, si lo hubiere, cuanto para hacer efectiva la responsabilidad civil por los daños y perjuicios causados al Estado o a particulares.
Concluido el período presidencial, y el lapso luego de este fijado por la Constitución, pueden interponerse las acciones civiles y penales que correspondieren para ser efectiva la responsabilidad funcionaria, dentro de los plazos de prescripción, y sin perjuicio de los privilegios procesales derivados del estatuto de expresidente.

### Responsabilidad particular
El presidente, como cualquier otro ciudadano, y de acuerdo con el principio de igualdad ante la ley, es responsable, civil y criminalmente, por las actividades realizadas en el ámbito particular o privado. Carece de fuero u otros requisitos procesales equivalentes, para poder proceder en su contra. Sin embargo, goza de ciertos beneficios procesales para facilitar su intervención en juicio (para interrogatorios o declaraciones judiciales), que se han justificado atendida su función pública.

## Emblemas, insignias y privilegios presidenciales

### Banda presidencial y piocha de O'Higgins
La banda presidencial, usada inicialmente por Bernardo O'Higgins, se convirtió en símbolo de la autoridad del primer mandatario con la asunción del presidente Joaquín Prieto en 1831. Está compuesta por tres franjas con los colores de la bandera de Chile, es cosida a mano y mide, aproximadamente, 75 cm de largo y 13 cm de ancho.
Desde el siglo XIX se mantuvo una única banda que era traspasada de presidente en presidente hasta que en 1915, a consecuencia de las diferencias de altura entre el saliente Ramón Barros Luco y el electo Juan Luis Sanfuentes, se debió diseñar una nueva banda. Desde esa fecha, cada presidente ha tenido su propia banda presidencial, la cual se utiliza solo en ceremonias oficiales.
La piocha de O'Higgins, que es considerada el verdadero símbolo del poder presidencial y que se coloca en el extremo inferior de la banda presidencial, es una estrella de cinco puntas de, aproximadamente, 7 cm de diámetro, esmaltada en color rojo. Ella se remonta a las medallas de la Legión al Mérito y se mantuvo intacta hasta el golpe de Estado de 1973, en que desapareció durante el bombardeo al Palacio de La Moneda. Durante la dictadura militar fue confeccionada una nueva, en bases a fotografías de la original. Únicamente se utiliza junto a la banda presidencial.

### Bandera presidencial

Bandera presidencial de Chile.

El estandarte presidencial o bandera nacional presidencial es de uso exclusivo y solo se enarbola en el lugar en que se encuentra el presidente de la República.
De acuerdo con el Decreto Supremo n.º 1.534 de 1967 del Ministerio del Interior, que determina los emblemas nacionales y reglamenta su uso:

Artículo n.º 1: [...] Se forma con la bandera nacional y el escudo de armas de la República bordado sobre sus colores en el centro del paño.

### Edecanes presidenciales

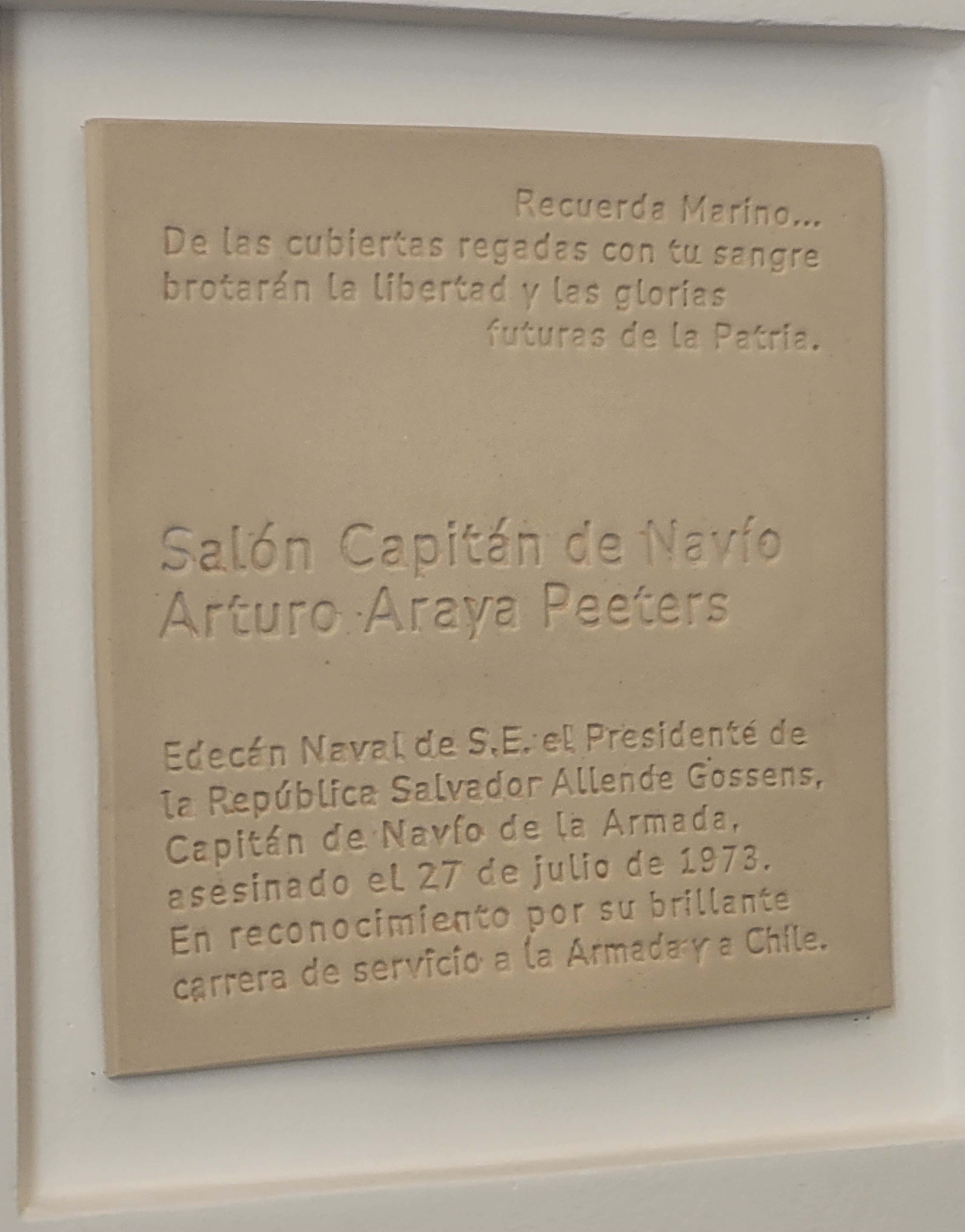
Placa del «Salón Capitán de Navío Arturo Araya Peeters»

Los edecanes presidenciales son cuatro ayudantes militares, uno por cada rama de las Fuerzas Armadas (Ejército, Armada, Fuerza Aérea) y uno de Carabineros, que se distinguen por el cordón dorado que usan encima del uniforme, cuya principal misión es acompañar, proteger y asistir al presidente en todas sus actividades oficiales y representarlo en los eventos protocolares que específicamente les encomiende. Poseen una oficina especial en el Palacio de La Moneda contigua a la oficina de la Secretaría Privada del presidente denominada sala de Edecanes, renombrada como Salón Capitán de Navío Arturo Araya Peeters el 27 de julio de 2023 por Gabriel Boric.
Son designados por el propio presidente, de una lista de candidatos presentada por el Ministerio de Defensa y elaborada por las propias Fuerzas Armadas y de Orden. En el cumplimiento de sus labores, que prestan las 24 horas del día, coordinan la agenda protocolar del presidente –que deciden su asesores políticos–, preparan la escolta, y reciben y tramitan las instrucciones que les entrega el mandatario en terreno. Sin embargo, no asisten a reuniones privadas y no tienen injerencia política alguna. Los cuatro edecanes se dividen el trabajo por semanas, quedando uno de turno cada semana. En caso, que el presidente asista a una actividad en un recinto militar, lo acompaña el edecán respectivo, y para las ceremonias de Estado concurren los cuatro.
El origen de los edecanes se remonta a Napoleón, tradición imitada en Chile durante la época de la Independencia, y se le considera un símbolo de la prerrogativa que tienen los presidentes de asumir la jefatura suprema de las fuerzas armadas.

### Guardia de Palacio y escolta presidencial

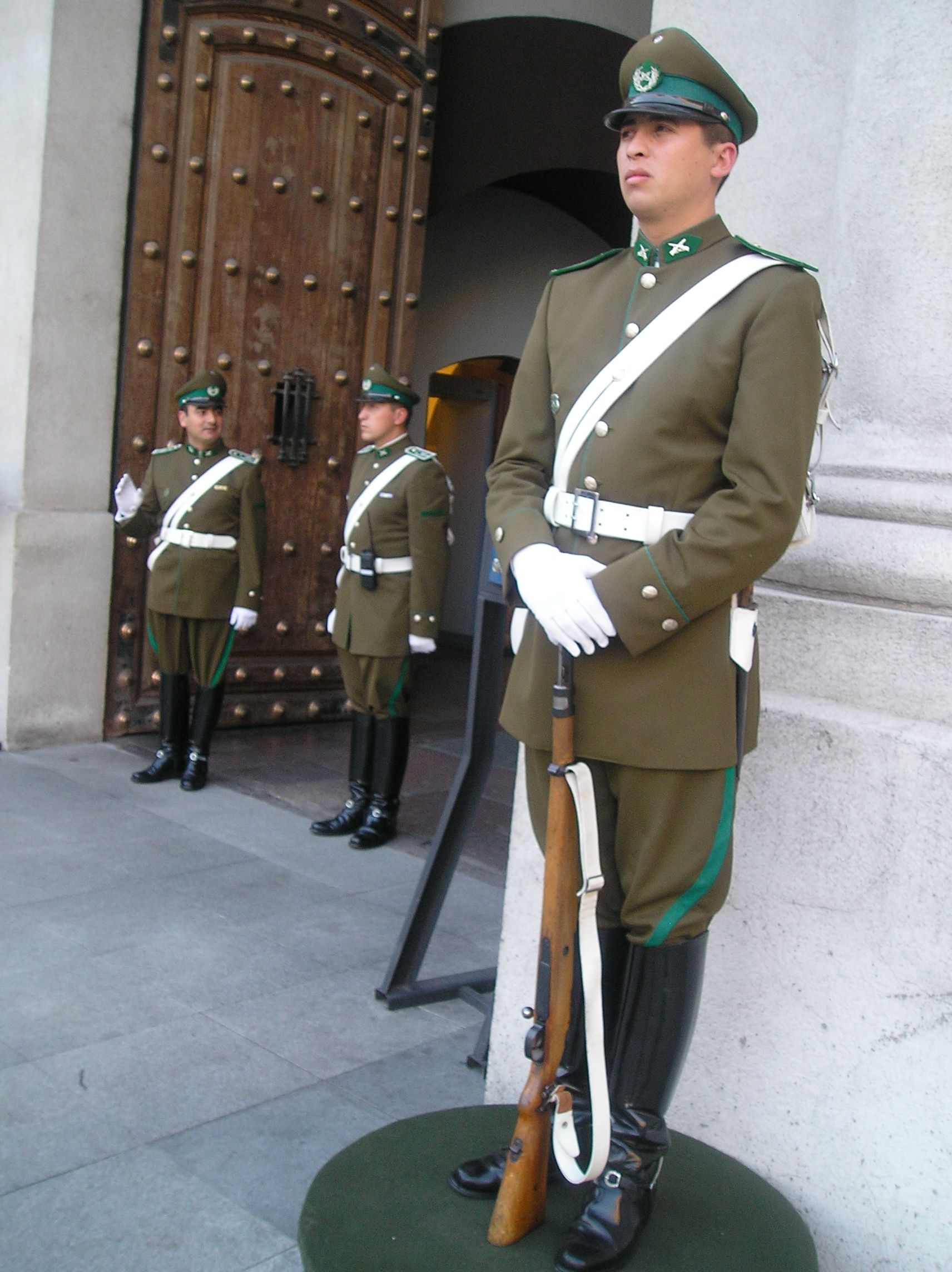
Carabinero de la Guardia de Palacio.

La Guardia de Palacio es una unidad de Carabineros, que depende del Departamento de Seguridad Presidencial, que tiene por función resguardar el Palacio de La Moneda y el Palacio presidencial de Cerro Castillo –solo cuando el presidente se traslada a este último–, y velar por la seguridad del presidente de la República y otras autoridades y dignidades oficiales.
El origen de esta unidad se remonta a principios del siglo XX, cuando se crea la Escuela de Carabineros en 1908, a la cual se le asigna como una de sus primeras misiones cubrir la "Guardia de Palacio de Gobierno", labor que hasta entonces desempeñaba el ejército. Hasta los años 1930, ambas instituciones realizarían alternadamente dicha tarea.
En 1932, el presidente Arturo Alessandri Palma estableció que la función de resguardar el Palacio Presidencial era netamente materia policial, por lo cual entregó exclusivamente esta misión al recientemente formado Cuerpo de Carabineros. Desde aquel año, aquella responsabilidad ha sido desarrollada de manera ininterrumpida por la policía uniformada de Chile, siendo el Escuadrón Escolta Presidencial la única unidad del ejército que aún acompaña al presidente en determinadas ceremonias.

### Escolta montada presidencial

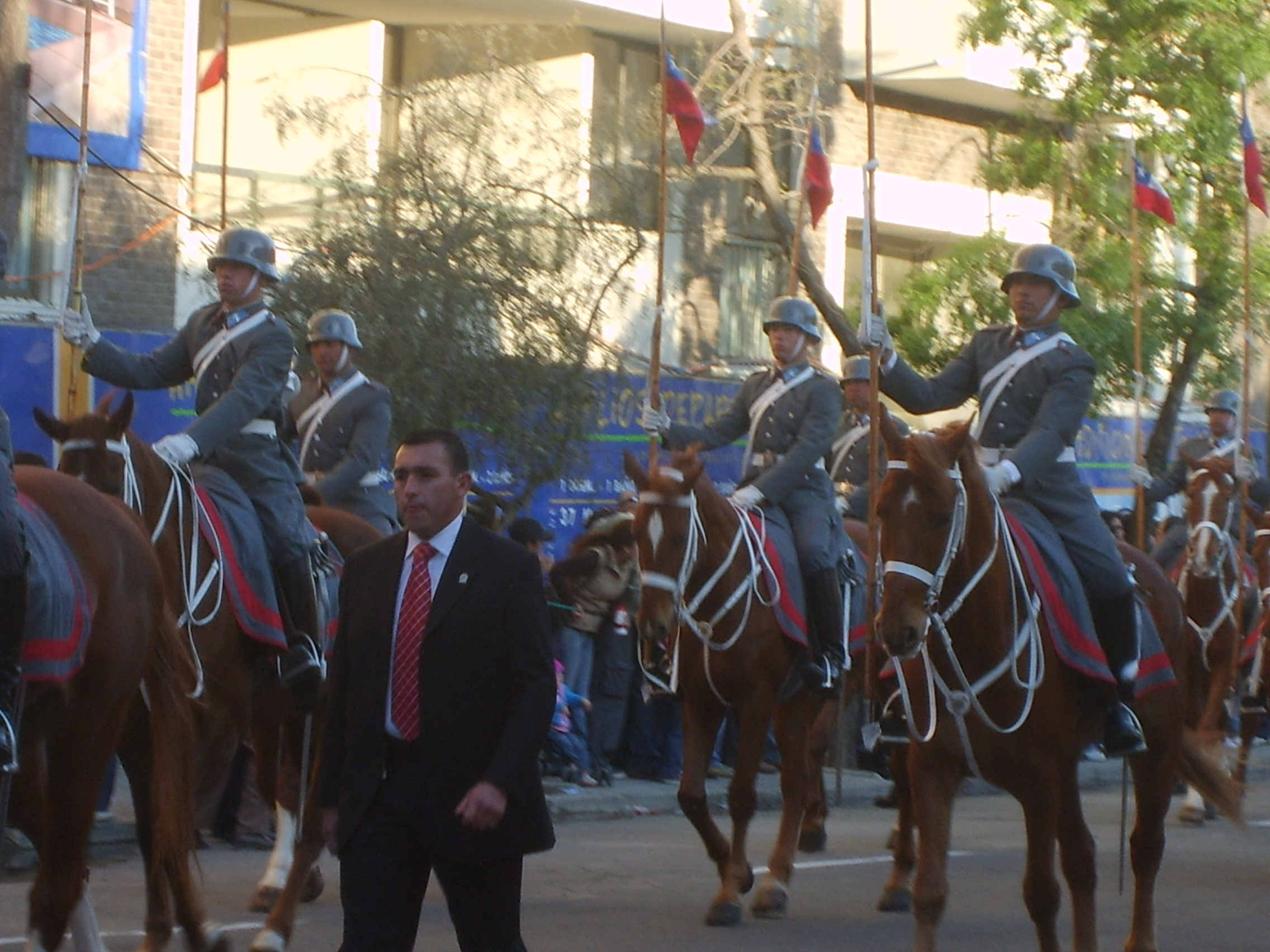
Escuadrón Escolta Presidencial del Regimiento "Granaderos", luego de la Parada Militar de 2007.

El Grupo Escolta Presidencial del Regimiento Escolta Presidencial n.º 1 "Granaderos" constituye la unidad de presentación del ejército y tiene la misión de escoltar al presidente de la República en las ceremonias públicas más importantes, tales como la Cuenta Pública Presidencial, el Te Deum Ecuménico de Fiestas Patrias, la Parada Militar y el cambio de mando presidencial.
El regimiento del que depende esta unidad fue creado en 1827 y en 1840, tras la Guerra contra la Confederación Perú-Boliviana (1836-1839), recibió como premio a su actuación en dicho conflicto bélico el honor de cubrir la guardia presidencial, labor que desempeñó hasta 1862. En dicha fecha el "Granaderos" fue enviado a la zona de Angol para participar en ocupación de la Araucanía, permaneciendo allí hasta 1879.
Luego de la guerra del Pacífico (1879-1883), vuelve a Santiago y ocupa su cuartel frente al Palacio de La Moneda y se le destina al servicio de guardia de palacio. En 1982, el regimiento fue enviado a prestar sus servicios en la localidad de Putre. Finalmente en 1999 se ordena su traslado a la Guarnición Militar de San Bernardo, recibiendo por tercera vez en su historia, la misión de escoltar al presidente de la República y constituir la unidad de presentación del ejército. En la actualidad, el regimiento tiene asiento en la ciudad de Quillota, en el Campo Militar San Isidro, donde comparte cuartel con la Escuela de Equitación.

### Transporte presidencial

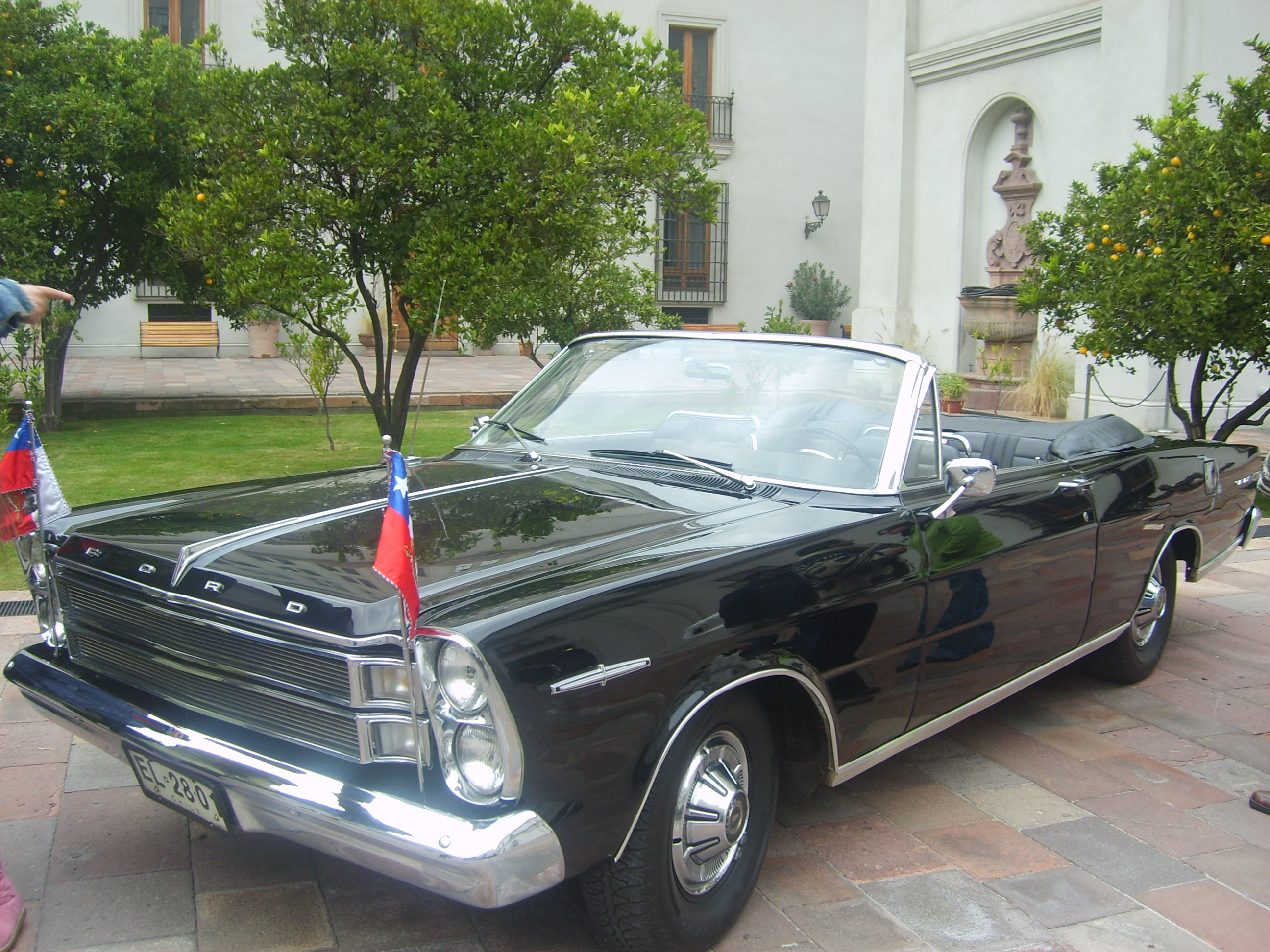
Ford Galaxie 500 XL del año 1966 que sirve como transporte presidencial.

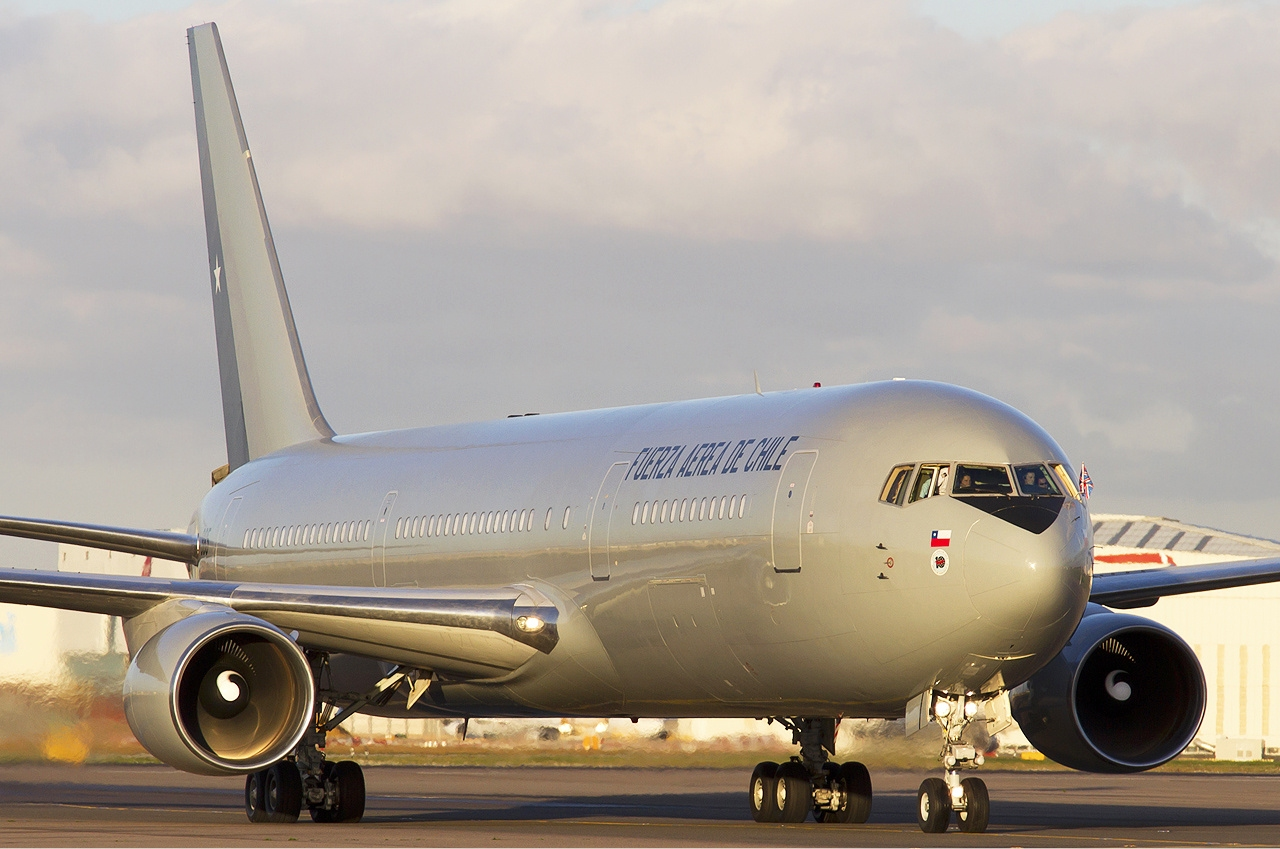
Avión Boeing 767-300ER de la FACh que es usado como avión presidencial.

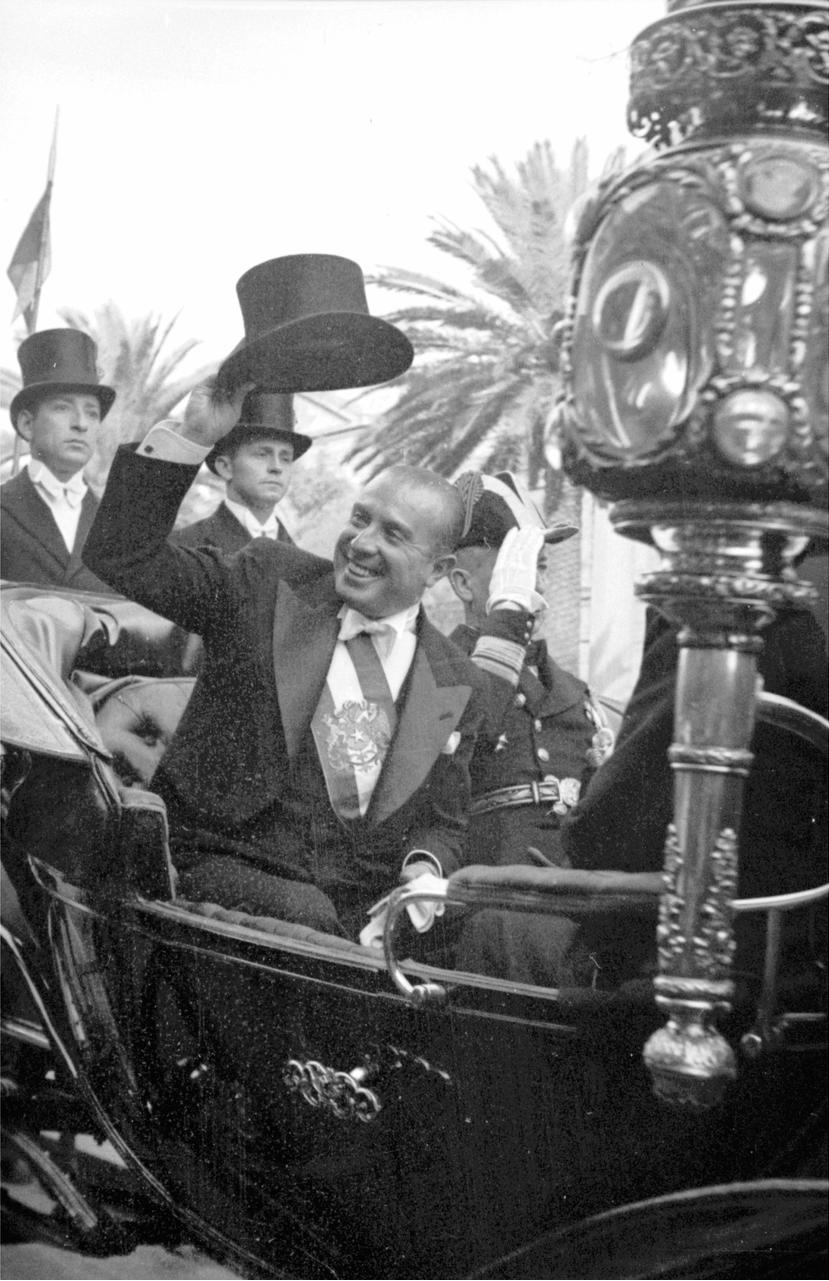
El presidente Gabriel Gonzáles Videla en el carruaje de Balmaceda en 1948.

Los presidentes, hasta la segunda mitad del siglo XIX, no tenían vehículos especiales que los transportaran en el ejercicio regular de su cargo o en ceremonias oficiales, y habitualmente se desplazaban montados a caballo. José Joaquín Pérez introdujo el uso de coches de caballo. En 1890 José Manuel Balmaceda hizo importar, desde Francia, un lujoso carruaje destinado al transporte presidencial, particularmente durante las ceremonias públicas.
El carruaje de Balmaceda fue usado por todos los presidentes de Chile, para ceremonias oficiales, hasta 1970, cuando Salvador Allende decidió ocupar en su reemplazo un automóvil Ford Galaxie 500 XL de 1966, negro y descapotable, que fue obsequiado por la reina Isabel II durante su visita a Chile. Desde aquella fecha ha sido utilizado para estos efectos, excepto el caso de la entrada a la explanada para la Parada Militar, pues durante los gobiernos de la Concertación, entre 1990 y 1999, se utilizó el carruaje, el que fue reemplazado al año siguiente por un automóvil todoterreno Toyota Land Cruiser descapotable perteneciente al ejército de Chile. En caso de que el clima esté inclemente, se reemplaza el Ford Galaxie 500 XL descapotable, por el automóvil cubierto en el que habitualmente se traslada el presidente, para sus diversas actividades. Durante las celebraciones del Bicentenario de Chile, Sebastián Piñera retomó el uso del carruaje incluso para la parada militar.
A su vez, desde fines del siglo XIX y durante gran parte del XX, los presidentes utilizaron para trasladarse a lo largo del país, en particular al sur de Chile, un "tren presidencial", comandado por una locomotora y un vagón; de éstos habrían existido cuatro a lo largo de la historia, sin embargo solo dos coches presidenciales aún se conservan en la actualidad (el ES-24, en el Museo Ferroviario de la Quinta Normal en Santiago, y el ES-1, en el Museo Ferroviario Pablo Neruda en Temuco, siendo de procedencia estadounidense y alemana, respectivamente).
Durante buena parte del siglo XX, para los viajes al exterior, los presidentes hicieron uso de vuelos comerciales hasta que comenzó a utilizarse un DC-3 (apodado "El Canela"), un Ryan Navion ("El Canelita") y un Serie 500 (58N). Posteriormente, un Boeing 707 de la FACh (apodado "El Calambrito" por la prensa chilena) fue utilizado como transporte aéreo habitual de los presidentes, siendo utilizado sucesivamente por Jorge Alessandri, Eduardo Frei Montalva, Salvador Allende y Augusto Pinochet, y posteriormente, también fue usado por Patricio Aylwin. Eduardo Frei Ruiz-Tagle, al inicio de su mandato, hizo uso de algunos vuelos comerciales para sus visitas al extranjero.
En 1997 la FACh adquirió un Boeing 737-500, para ser utilizado en sus propias operaciones y como avión presidencial. Ha sido usado con esos fines hasta la fecha, incluso transportando al presidente junto a otros jefes de Estado de Latinoamérica, a diversas cumbres, reuniones multilaterales o cambios de mando realizados en la región. En enero de 2007 se anunció que una aeronave de segunda mano sería adquirida para reemplazar la actual, debido a su baja autonomía de vuelo y en agosto de ese año fue confirmada la compra de dos aviones Airbus 310 por la FACh que serían utilizados como cargueros y como avión presidencial. Finalmente esta última compra no se concretó, adquiriéndose en su lugar un Boeing 767-300ER.

### Palacio presidencial

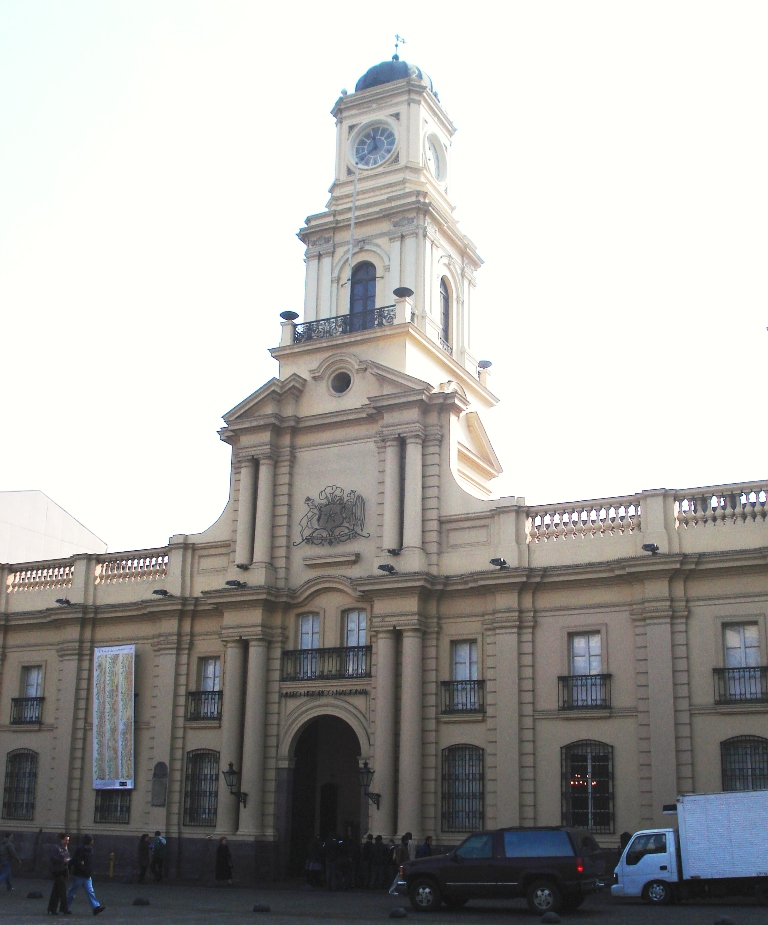
El antiguo Palacio de la Independencia, actual sede del Museo Histórico Nacional.

Al inicio de la Independencia, el edificio que ocupaba la Real Audiencia en el centro norte de la Plaza de Armas de Santiago de Chile, construido por Juan José de Goycolea y Zañartu e inaugurado en 1808, se convirtió en el epicentro de los sucesos políticos de aquella época: fue la sede del Primer Congreso Nacional en 1811, y la casa de gobierno durante la Patria Vieja, entre 1812 a 1814. En el período de la Reconquista Española fue nuevamente sede de la Real Audiencia.
En 1818, el Palacio de la Real Audiencia (conocido también como Palacio de las Cajas Reales o de las Cajas) fue designado oficialmente como casa de gobierno por Bernardo O'Higgins, denominándolo Palacio de la Independencia. Este edificio fue utilizado como la casa del presidente y sede de los ministerios de Estado y otras oficinas públicas hasta fines del primer gobierno de Manuel Bulnes.

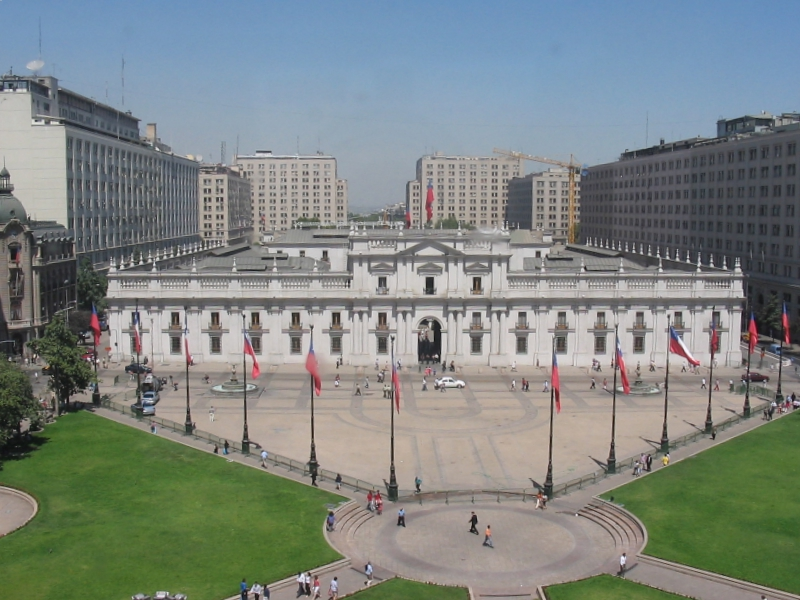
Palacio de La Moneda y la Plaza de la Constitución.

El 17 de abril de 1845, el presidente Bulnes emitió un decreto que ordenaba que el edificio de la Casa de Moneda de Santiago, diseñado por Joaquín Toesca a fines del siglo XVIII, sirviera de casa de gobierno y como sede los ministerios y de las oficinas que existían en el antiguo palacio presidencial, realizándose las adaptaciones y reparaciones que fueren necesarias, debido al mal estado e incomodidades que se experimentaban en el Palacio de la Independencia. El traslado, por parcialidades, se hizo efectivo en 1846.
Desde esa fecha, el ahora denominado Palacio de La Moneda más conocido simplemente como La Moneda se transformó en la sede del presidente de Chile. Durante la reconstrucción del palacio, a consecuencia del bombardeo que experimentó en el golpe de Estado de 1973, las oficinas presidenciales se establecieron temporalmente en el Edificio Diego Portales, hasta 1981. Hoy en día, La Moneda es la sede oficial del gobierno de Chile y alberga a los ministerios del Interior y Seguridad Pública, Secretaría General de la Presidencia y Secretaría General de Gobierno.

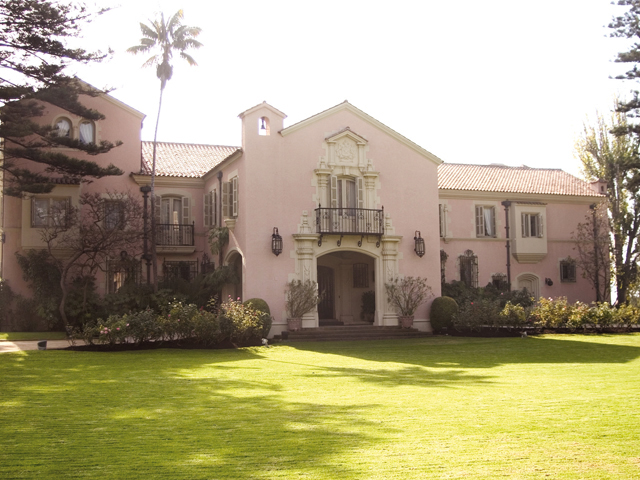
Frontis del Palacio de Cerro Castillo

En Chile actualmente no existe una residencia oficial para los presidentes, por dicha razón, en las últimas décadas, cada mandatario ha tenido una residencia particular, propia o arrendada, para tales efectos. El Palacio de la Independencia y, posteriormente, La Moneda fueron utilizados como residencia presidencial: el primero hasta 1845 y el segundo desde el año 1845 hasta 1958 (más precisamente de 1845 a 1861, 1876 a 1881, 1886 a 1891, 1906 a 1910 y de 1920 a 1958).
Desde 1930, existe como una sede alternativa el Palacio de Cerro Castillo, ubicado en Viña del Mar. Este es considerado el palacio de verano (o de descanso) de los mandatarios, no es la residencia del presidente, pero está a su disposición para tomar descansos y también es utilizado para reuniones ministeriales y diplomáticas.

### Tratamiento protocolar
De acuerdo con el protocolo, el presidente recibe el tratamiento de "Su Excelencia el Presidente de la República" (abreviado "S. E. el Presidente de la República"), y menos frecuentemente el de "Excelentísimo señor Presidente de la República", También, en ocasiones, se le trata de "Vuestra Excelencia". o simplemente de "Señor Presidente".
Por su terminación, "Presidente de la República" puede utilizarse como común o neutro en cuanto al género, especificándose mediante el artículo ("el" o "la" presidente), o usarse el femenino "Presidenta de la República". En los actos y ceremonias oficiales, de acuerdo con el Reglamento de Ceremonial y Protocolo, el presidente goza del primer lugar de precedencia.
Por otro lado, la cónyuge del mandatario es conocida como primera dama, pero no tiene ningún tratamiento protocolar asignado.

### Remuneración
El organismo encargado de fijar las remuneraciones mensuales de las autoridades públicas durante los cuatro años de la administración presidecial es el «Consejo de Alta Dirección Pública». Dicho consejo, se compone por un exministro de Hacienda, un exconsejero del Banco Central, un excontralor o subcontralor de la Contraloría General de la República, un expresidente de una de las dos ramas que integran el Congreso Nacional (Senado o Cámara de Diputadas y Diputados) y un exdirector nacional del Servicio Civil.
El presidente de la República percibe, por el desempeño de su cargo, el sueldo correspondiente al grado A de la Escala Única de Sueldos (EUS) de la Administración Pública, creada por el Decreto Ley N.º 249, del 31 de diciembre de 1973, más asignaciones y bonificaciones especiales —como la asignación de dirección superior, la asignación de modernización, la asignación profesional y la asignación de antigüedad (bienio), según corresponda— y gastos de representación.
La remuneración bruta mensual del presidente, que incluye sueldo base, asignaciones y gastos de representación, y sin considerar los descuentos legales u obligatorios —es decir, impuestos e imposiciones de seguridad social—, al año 2024, asciende a CLP$ 7.634.386, aunque se espera que para el año 2026, ése monto ascienda a CLP$ 10.269.076.

## Papel en la organización política
El presidente, según tiende a coincidir la bibliografía nacional –en obras sobre Historia general, Historia constitucional e Historia de las instituciones políticas y otros textos especializados–, es y ha sido una de las figuras políticas más destacadas; de hecho, ha sido considerado como una de las instituciones que conforman la constitución histórica de Chile. Naturalmente su papel y significación ha variado en función de la época, al igual que su posición y relaciones con los demás actores del espectro sociopolítico, y de ahí que los factores que contribuyen y han contribuido a definirlo sean múltiples.
Habitualmente se le ha visto como un simple substituto del monarca español y sus funcionarios territoriales —y de allí el supuesto que su origen es posterior a la Independencia—, pero se ha mencionado que los primeros "presidentes" se remontan a la época colonial.
Aunque existen importantes diferencias entre los "presidentes-gobernadores" y los "presidentes de la República", habría cierta continuidad institucional entre unos y otros. Alberto Edwards Vives señalaba al respecto que, los organizadores de la república chilena, "encontraron el modelo de ese gran funcionario [el presidente] en la estructura tradicional del país, en el régimen que durante tres siglos había proporcionado a las colonias españolas de América el orden y el progreso, que la mayoría de ellas no ha vuelto a encontrar".
Sobre la Constitución de 1833, el mismo Edwards Vives decía que sus redactores, al crear su "Jefe Supremo de la Nación [el presidente], no hicieron sino apoyarse en una tradición existente: continuar bajo la República el régimen de la Colonia. Supieron por instinto, que la sociedad humana, como en el reino orgánico, la naturaleza tiene horror a los cambios bruscos y a los trastornos radicales".
Los tres primeros presidentes de la República titulares —Manuel Blanco Encalada (1826), Ramón Freire (1827) y Francisco Antonio Pinto (1829)— apenas duraron unos meses en el mando y todos terminaron renunciando al cargo. Recién Joaquín Prieto (1831-1841) fue el primero en lograr completar su período; es más, fue reelegido por otro período en 1836, práctica que mantuvieron sus sucesores hasta 1871.
La figura institucional del presidente de la República habría comenzado a definirse a partir de 1830, por obra de Diego Portales —según la historiografía tradicional—, "quien hizo del Presidente-Jefe de Estado, antes que un gobernante, el garante del régimen instituido". La Constitución de 1833, cuya redacción se debe en buena parte a Mariano Egaña –a través de su "voto particular" presentado a la Gran Convención–, le designó "Jefe Supremo de la Nación" (artículo 59) –que la Constitución del Brasil de 1824 contemplaba para el emperador, y que se mantuvo en Chile hasta la promulgación de la Constitución de 1980– y extendió sus poderes y medios de acción –reproduciendo el artículo 170 de la Constitución española de 1812, relativo al rey– "a todo cuanto tiene por objeto la conservación del orden público en el interior, y la seguridad exterior de la República, guardando y haciendo guardar la Constitución y las leyes" (artículo 81).
Por otro lado, al presidente no solo se le otorgaron importantes poderes y medios constitucionales, sino que se le añadieron otros extraconstitucionales y extralegales, que le permitieron obtener un incontrarrestable poder electoral, que llevó a Edwards Vives a calificarlo como el "gran elector". Al transformarse a los intendentes y gobernadores en sus "agentes naturales" –hecho que permitió colocar a las provincia bajo control directo del gobierno central–, el presidente adquirió la posibilidad de influir en las votaciones parlamentarias, facilitando la elección de los candidatos –que se incluían en la "lista oficial"– que tenían la simpatía del gobierno. Este poder, que se remonta a los años 1830, se perfeccionó con el tiempo, y bajo diversas formas se mantuvo hasta la guerra civil chilena de 1891. Después de ella, los partidos políticos sucedieron al presidente en el manejo de las elecciones.
Desde 1841, fin del mandato de Joaquín Prieto, la sucesión presidencial se hizo en forma regular, y todos los presidentes hasta 1920 terminaron su período –las únicas excepciones fueron José Manuel Balmaceda, por la guerra civil chilena de 1891, y las prematuras muertes de Federico Errázuriz Echaurren (1901) y Pedro Montt (1910)–. El hecho que marcó un hito en la evolución institucional fue el surgimiento de los partidos propiamente tales, en los años 1850, luego de la denominada "cuestión del Sacristán".
Desde aquel momento, el presidente no tuvo una posición fija e indiscutida dentro del Estado, pues ella comenzó a depender de su relación con los partidos.
A partir de 1860 los partidos políticos predominaron sobre la figura del presidente, a través del Congreso Nacional, lo que les permitió reducir sus atribuciones y facultades constitucionales. Entre 1861-1891, la figura del presidente es descrita como un "Jefe de Estado y de gobierno, condicionado por los partidos"; al fin de este período estalló una guerra civil, que resolvió la tensión entre presidencialismo y gobierno de partido (parlamentarismo), en favor de este último. A consecuencia de ella, a partir de 1891 y hasta 1920, el presidente se convirtió en un "Jefe de Estado, neutral frente a los partidos", sin mayores atribuciones de gobierno, dentro de un régimen pseudoparlamentario.
Hacia 1920, que coincide con la asunción de Arturo Alessandri Palma y la crisis del parlamentarismo nacional, la relación entre el presidente y los partidos comenzó a invertirse en favor del primero; decayó la preeminencia de los partidos y reaparece la tendencia a aumentar los poderes presidenciales. Ello se concretó en 1925, con la promulgación de una nueva constitución que restableció el régimen presidencial, aunque ello no implicó que el presidente pudiera llevar a cabo toda su gestión sin el apoyo de los partidos, que controlan el Congreso; por ello desde 1932, fecha de inicio de la vigencia plena del régimen instituido por la Constitución de 1925, el presidente se convirtió en un "Jefe de Estado y de gobierno, negociador con los partidos" (un pseudosemipresidencialismo).
A su vez, desde los años 1930, paulatinamente las tareas de gobierno relegaron el papel del presidente como jefe de Estado a un segundo plano, lo que coincidió con el aumento de sus poderes y medios de acción; por ejemplo, ello se verificó a través del crecimiento del aparato administrativo estatal vinculado a él (instituciones, servicio y empresas públicas de diversa índole).
La transformación del presidente, fundamentalmente, en "Jefe de gobierno", se produjo hacia los años 1960, particularmente desde la asunción de Eduardo Frei Montalva, época en que el presidente se proclama ejecutor del programa de los partidos o coaliciones políticas que lo apoyan. Esta situación se mantiene, con vicisitudes, hasta el presente; aunque de todos modos, en general, se considera que el presidente está llamado a ser el centro del comunidad nacional y símbolo del ideal de Derecho y progreso que ella posee.

## Lista de presidentes
| Nombre                          | Inicio                   | Término                   | Cargo                                                         | Cargo                                                   |
| ------------------------------- | ------------------------ | ------------------------- | ------------------------------------------------------------- | ------------------------------------------------------- |
| Manuel Blanco Encalada          | 9 de julio de 1826       | 9 de septiembre de 1826   | Presidente provisional de la República                        | Elegido                                                 |
| Agustín Eyzaguirre Arechavala   | 9 de septiembre de 1826  | 25 de enero de 1827       | Vicepresidente (Presidente Interino)                          | Vicepresidente (Presidente Interino)                    |
| Ramón Freire Serrano            | 25 de enero de 1827      | 15 de febrero de 1827     | Presidente provisional                                        | Presidente provisional                                  |
| Ramón Freire Serrano            | 15 de febrero de 1827    | 8 de mayo de 1827         | Presidente de la República                                    | Elegido                                                 |
| Francisco Antonio Pinto Díaz    | 8 de mayo de 1827        | 16 de julio de 1829       | Vicepresidente (Presidente Interino)                          | Vicepresidente (Presidente Interino)                    |
| Francisco Ramón Vicuña          | 16 de julio de 1829      | 19 de octubre de 1829     | Presidente Delegado                                           | Presidente Delegado                                     |
| Francisco Antonio Pinto Díaz    | 19 de octubre de 1829    | 2 de noviembre de 1829    | Presidente de la República                                    | Elegido                                                 |
| Francisco Ramón Vicuña          | 2 de noviembre de 1829   | 7 de diciembre de 1829    | Vicepresidente (presidente interino)                          | Vicepresidente (presidente interino)                    |
| Acefalía del Ejecutivo          | 7 de diciembre de 1829   | 24 de diciembre de 1829   | —                                                             | Guerra Civil                                            |
| José Tomás Ovalle Bezanilla     | 24 de diciembre de 1829  | 18 de febrero de 1830     | Presidente de la Junta de Gobierno                            | Presidente de la Junta de Gobierno                      |
| Francisco Ruiz-Tagle Portales   | 18 de febrero de 1830    | 1 de abril de 1830        | Presidente provisional                                        | Presidente provisional                                  |
| José Tomás Ovalle Bezanilla     | 1 de abril de 1830       | †21 de marzo de 1831      | Vicepresidente (Presidente provisional)                       | Vicepresidente (Presidente provisional)                 |
| Fernando Errázuriz Aldunate     | 8 de marzo de 1831       | 22 de marzo de 1831       | Vicepresidente accidental (presidente provisional)            | Vicepresidente accidental (presidente provisional)      |
| Fernando Errázuriz Aldunate     | 22 de marzo de 1831      | 18 de septiembre de 1831  | Vicepresidente (presidente provisional)                       | Vicepresidente (presidente provisional)                 |
| Joaquín Prieto                  | 18 de septiembre de 1831 | 18 de septiembre de 1836  | Presidente de la República                                    | Elegido                                                 |
| Joaquín Prieto                  | 18 de septiembre de 1836 | 18 de septiembre de 1841  | Presidente de la República                                    | Reelegido                                               |
| Manuel Bulnes Prieto            | 18 de septiembre de 1841 | 18 de septiembre de 1846  | Presidente de la República                                    | Elegido                                                 |
| Manuel Bulnes Prieto            | 18 de septiembre de 1846 | 18 de septiembre de 1851  | Presidente de la República                                    | Reelegido                                               |
| Manuel Montt Torres             | 18 de septiembre de 1851 | 18 de septiembre de 1856  | Presidente de la República                                    | Elegido                                                 |
| Manuel Montt Torres             | 18 de septiembre de 1856 | 18 de septiembre de 1861  | Presidente de la República                                    | Reelegido                                               |
| José Joaquín Pérez Mascayano    | 18 de septiembre de 1861 | 18 de septiembre de 1866  | Presidente de la República                                    | Elegido                                                 |
| José Joaquín Pérez Mascayano    | 18 de septiembre de 1866 | 18 de septiembre de 1871  | Presidente de la República                                    | Reelegido                                               |
| Federico Errázuriz Zañartu      | 18 de septiembre de 1871 | 18 de septiembre de 1876  | Presidente de la República                                    | Elegido                                                 |
| Aníbal Pinto Garmendia          | 18 de septiembre de 1876 | 18 de septiembre de 1881  | Presidente de la República                                    | Elegido                                                 |
| Domingo Santa María González    | 18 de septiembre de 1881 | 18 de septiembre de 1886  | Presidente de la República                                    | Elegido                                                 |
| José Manuel Balmaceda Fernández | 18 de septiembre de 1886 | 29 de agosto de 1891      | Presidente de la República                                    | Elegido                                                 |
| Manuel Baquedano González       | 29 de agosto de 1891     | 31 de agosto de 1891      | Jefe Accidental de la República                               | Guerra Civil                                            |
| Jorge Montt Álvarez             | 31 de agosto de 1891     | 10 de noviembre de 1891   | Presidente de la Junta de Gobierno                            | Presidente de la Junta de Gobierno                      |
| Jorge Montt Álvarez             | 10 de noviembre de 1891  | 26 de diciembre de 1891   | Jefe del Poder Ejecutivo                                      | Jefe del Poder Ejecutivo                                |
| Jorge Montt Álvarez             | 26 de diciembre de 1891  | 18 de septiembre de 1896  | Presidente de la República                                    | Elegido                                                 |
| Federico Errázuriz Echaurren    | 18 de septiembre de 1896 | 12 de julio de 1901†      | Presidente de la República                                    | Elegido                                                 |
| Aníbal Zañartu Zañartu          | 12 de julio de 1901      | 18 de septiembre de 1901  | Vicepresidente                                                | Vicepresidente                                          |
| Germán Riesco Errázuriz         | 18 de septiembre de 1901 | 18 de septiembre de 1906  | Presidente de la República                                    | Elegido                                                 |
| Pedro Montt Montt               | 18 de septiembre de 1906 | 16 de agosto de 1910†     | Presidente de la República                                    | Elegido                                                 |
| Elías Fernández Albano          | 16 de agosto de 1910     | 6 de septiembre de 1910   | Vicepresidente                                                | Vicepresidente                                          |
| Emiliano Figueroa Larraín       | 6 de septiembre de 1910  | 23 de diciembre de 1910   | Vicepresidente                                                | Vicepresidente                                          |
| Ramón Barros Luco               | 23 de diciembre de 1910  | 23 de diciembre de 1915   | Presidente de la República                                    | Elegido                                                 |
| Juan Luis Sanfuentes Andonaegui | 23 de diciembre de 1915  | 23 de diciembre de 1920   | Presidente de la República                                    | Elegido                                                 |
| Arturo Alessandri Palma         | 23 de diciembre de 1920  | 12 de septiembre de 1924  | Presidente de la República                                    | Elegido                                                 |
| Luis Altamirano Talavera        | 12 de septiembre de 1924 | 23 de enero de 1925       | Presidente de la Junta de Gobierno                            | Golpe de Estado                                         |
| Pedro Pablo Dartnell            | 23 de enero de 1925      | 27 de enero de 1925       | Presidente de la Junta de Gobierno                            | Golpe de Estado                                         |
| Emilio Bello Codesido           | 27 de enero de 1925      | 20 de marzo de 1925       | Presidente de la Junta de Gobierno                            | Presidente de la Junta de Gobierno                      |
| Arturo Alessandri Palma         | 20 de marzo de 1925      | 1 de octubre de 1925      | Presidente de la República                                    | Presidente de la República                              |
| Luis Barros Borgoño             | 1 de octubre de 1925     | 23 de diciembre de 1925   | Vicepresidente                                                | Vicepresidente                                          |
| Emiliano Figueroa Larraín       | 23 de diciembre de 1925  | 9 de mayo de 1927         | Presidente de la República                                    | Elegido                                                 |
| Carlos Ibáñez del Campo         | 9 de mayo de 1927        | 21 de julio de 1927       | Vicepresidente                                                | Vicepresidente                                          |
| Carlos Ibáñez del Campo         | 21 de julio de 1927      | 26 de julio de 1931       | Presidente de la República                                    | Elegido                                                 |
| Pedro Opazo Letelier            | 26 de julio de 1931      | 27 de julio de 1931       | Vicepresidente                                                | Vicepresidente                                          |
| Juan Esteban Montero Rodríguez  | 27 de julio de 1931      | 3 de septiembre de 1931   | Vicepresidente                                                | Vicepresidente                                          |
| Manuel Trucco Franzani          | 3 de septiembre de 1931  | 15 de noviembre de 1931   | Vicepresidente                                                | Vicepresidente                                          |
| Juan Esteban Montero Rodríguez  | 15 de noviembre de 1931  | 4 de diciembre de 1931    | Vicepresidente                                                | Vicepresidente                                          |
| Juan Esteban Montero Rodríguez  | 4 de diciembre de 1931   | 4 de junio de 1932        | Presidente de la República                                    | Elegido                                                 |
| Arturo Puga Osorio              | 4 de junio de 1932       | 16 de junio de 1932       | Presidente de la Junta de Gobierno de la República Socialista | Golpe de Estado                                         |
| Carlos Dávila Espinoza          | 16 de junio de 1932      | 8 de julio de 1932        | Presidente Junta de Gobierno de la República Socialista       | Presidente Junta de Gobierno de la República Socialista |
| Carlos Dávila Espinoza          | 8 de julio de 1932       | 13 de septiembre de 1932  | Presidente provisional de la República Socialista             | Presidente provisional de la República Socialista       |
| Bartolomé Blanche Espejo        | 13 de septiembre de 1932 | 2 de octubre de 1932      | Presidente provisional de la República Socialista             | Presidente provisional de la República Socialista       |
| Abraham Oyanedel Urrutia        | 2 de octubre de 1932     | 24 de diciembre de 1932   | Vicepresidente                                                | Vicepresidente                                          |
| Arturo Alessandri Palma         | 24 de diciembre de 1932  | 24 de diciembre de 1938   | Presidente de la República                                    | Elegido                                                 |
| Pedro Aguirre Cerda             | 24 de diciembre de 1938  | 25 de noviembre de 1941†  | Presidente de la República                                    | Elegido                                                 |
| Jerónimo Méndez Arancibia       | 25 de noviembre de 1941  | 2 de abril de 1942        | Vicepresidente                                                | Vicepresidente                                          |
| Juan Antonio Ríos Morales       | 2 de abril de 1942       | 27 de junio de 1946†      | Presidente de la República                                    | Elegido                                                 |
| Alfredo Duhalde Vásquez         | 27 de junio de 1946      | 3 de agosto de 1946       | Vicepresidente                                                | Vicepresidente                                          |
| Vicente Merino Bielich          | 3 de agosto de 1946      | 13 de agosto de 1946      | Vicepresidente                                                | Vicepresidente                                          |
| Alfredo Duhalde Vásquez         | 13 de agosto de 1946     | 17 de octubre de 1946     | Vicepresidente                                                | Vicepresidente                                          |
| Juan Antonio Iribarren          | 17 de octubre de 1946    | 3 de noviembre de 1946    | Vicepresidente                                                | Vicepresidente                                          |
| Gabriel González Videla         | 3 de noviembre de 1946   | 3 de noviembre de 1952    | Presidente de la República                                    | Elegido                                                 |
| Carlos Ibáñez del Campo         | 3 de noviembre de 1952   | 3 de noviembre de 1958    | Presidente de la República                                    | Elegido                                                 |
| Jorge Alessandri Rodríguez      | 3 de noviembre de 1958   | 3 de noviembre de 1964    | Presidente de la República                                    | Elegido                                                 |
| Eduardo Frei Montalva           | 3 de noviembre de 1964   | 3 de noviembre de 1970    | Presidente de la República                                    | Elegido                                                 |
| Salvador Allende Gossens        | 3 de noviembre de 1970   | 11 de septiembre de 1973† | Presidente de la República                                    | Elegido                                                 |
| Augusto Pinochet Ugarte         | 11 de septiembre de 1973 | 17 de junio de 1974       | Presidente de la Junta de Gobierno                            | Golpe de Estado                                         |
| Augusto Pinochet Ugarte         | 17 de junio de 1974      | 17 de diciembre de 1974   | Jefe Supremo de la Nación                                     | Jefe Supremo de la Nación                               |
| Augusto Pinochet Ugarte         | 17 de diciembre de 1974  | 11 de marzo de 1981       | Presidente de la República                                    | Presidente de la República                              |
| Augusto Pinochet Ugarte         | 11 de marzo de 1981      | 11 de marzo de 1989       | Presidente de la República                                    | Plebiscito                                              |
| Augusto Pinochet Ugarte         | 11 de marzo de 1989      | 11 de marzo de 1990       | Presidente de la República                                    | Plebiscito                                              |
| Patricio Aylwin Azócar          | 11 de marzo de 1990      | 11 de marzo de 1994       | Presidente de la República                                    | Elegido                                                 |
| Eduardo Frei Ruiz-Tagle         | 11 de marzo de 1994      | 11 de marzo de 2000       | Presidente de la República                                    | Elegido                                                 |
| Ricardo Lagos Escobar           | 11 de marzo de 2000      | 11 de marzo de 2006       | Presidente de la República                                    | Elegido                                                 |
| Michelle Bachelet Jeria         | 11 de marzo de 2006      | 11 de marzo de 2010       | Presidenta de la República                                    | Elegida                                                 |
| Sebastián Piñera Echenique      | 11 de marzo de 2010      | 11 de marzo de 2014       | Presidente de la República                                    | Elegido                                                 |
| Michelle Bachelet Jeria         | 11 de marzo de 2014      | 11 de marzo de 2018       | Presidenta de la República                                    | Elegida                                                 |
| Sebastián Piñera Echenique      | 11 de marzo de 2018      | 11 de marzo de 2022       | Presidente de la República                                    | Elegido                                                 |
| Gabriel Boric Font              | 11 de marzo de 2022      | En el cargo               | Presidente de la República                                    | Elegido                                                 |

Simbología: En negrita, ejercieron efectivamente el cargo de presidente. En cursiva, ejercieron el cargo interina o momentáneamente debido a vacancia del cargo.

### Estadísticas
- Duración en el cargo: la persona que más tiempo ha desempeñado el cargo de presidente de la República ha sido Augusto Pinochet con 5563 días,[n 37] superando los 3723 días de los dos períodos de Arturo Alessandri. Mientras que Francisco Antonio Pinto es la persona que menos días se ha desempeñado como presidente, con solo 14 días, seguido de Manuel Blanco Encalada, con 62 días.
- Reelección: cuatro presidentes han sido reelegidos para el período siguiente (Joaquín Prieto, Manuel Bulnes, Manuel Montt y José Joaquín Pérez) y cuatro para un período no consecutivo (Arturo Alessandri Palma, Carlos Ibáñez del Campo, Michelle Bachelet y Sebastián Piñera).[n 38]
- Sucesión irregular: desde 1831, cuatro presidentes han sido derrocados: José Manuel Balmaceda en 1891, Arturo Alessandri Palma en 1924, Juan Esteban Montero en 1932 y Salvador Allende en 1973.
- Acusación constitucional: en tres oportunidades se han presentado acusaciones constitucionales en contra de presidentes en ejercicio (Carlos Ibáñez del Campo en 1957 y Sebastián Piñera en 2019 y 2021), pero ninguna ha sido aprobada.[n 39]
- Subrogación por vacancia: en dos ocasiones el presidente del Senado (Francisco Ramón Vicuña y Pedro Opazo)[n 40] y una el presidente de la Corte Suprema (Abraham Oyanedel),[n 41] respectivamente, han debido subrogar al presidente por vacancia. La subrogación en el presidente de la Cámara de Diputados no se ha producido.
- Sexo: de todas las personas que han desempeñado el cargo de presidente, una sola ha sido mujer (Michelle Bachelet), lo que supuso el término del ininterrumpido ejercicio del cargo solo por hombres.[n 42]
- Edad: el presidente de la República que asumió más joven fue Gabriel Boric, con 36 años y un mes de edad.[n 43] El de mayor edad, en tanto, fue Ramón Barros Luco, que asumió el cargo a los 75 años de edad.[n 44] Sin embargo, la persona que ejerció a mayor edad fue Carlos Ibáñez del Campo, que terminó su segundo período el mismo día que cumplió 81 años. Manuel Blanco Encalada también es quien ha vivido más tiempo después de dejar la presidencia, ya que vivió casi 50 años tras el fin de su mandato. Patricio Aylwin fue el expresidente más longevo, al vivir hasta los 97 años. De los expresidentes todavía con vida, Ricardo Lagos es el más longevo habiendo nacido en 1938 y Michelle Bachelet la más joven habiendo nacido en 1951.
- Lugar de nacimiento: de todas las personas que han desempeñado el cargo de presidente de la República, la mayoría ha nacido en la ciudad de Santiago (19), seguidos muy de lejos por los dos que nacieron en Concepción (Prieto y Bulnes) y por los nacidos en Petorca (M. Montt), la Hacienda Bucalemu (Balmaceda),[n 45] Casablanca (P. Montt), Rancagua (Riesco), Longaví (A. Alessandri), Linares (Ibáñez), Pocuro (Aguirre Cerda), Cañete (Ríos), La Serena (González Videla), Valparaíso (Pinochet), Viña del Mar (Aylwin) y Punta Arenas (Boric). El único nacido fuera del territorio nacional fue precisamente el primer presidente de Chile, Blanco Encalada, que lo hizo en Buenos Aires, parte del Imperio Español en ese entonces.
- Estado civil: de todos los presidentes de la República, solo tres no han estado casados durante el ejercicio de su cargo (Jorge Alessandri, Michelle Bachelet y Gabriel Boric).[n 46] Carlos Ibáñez contrajo matrimonio en 1929, mientras que Arturo Alessandri enviudó durante su segundo mandato.
- Profesión: un total de 19 presidentes han sido abogados,[n 47] de los cuales Pedro Aguirre Cerda era además profesor de Estado en Castellano, siete han sido militares (cinco del Ejército y dos de la Armada), dos ingenieros civiles, dos médicos y un ingeniero comercial.
- Alma mater: De los presidentes que egresaron de alguna institución de educación superior, veintiuno lo hicieron en la Universidad de Chile o su antecesora, la Real Universidad de San Felipe; las únicas excepciones son Eduardo Frei Montalva y Sebastián Piñera que lo hicieron en la Pontificia Universidad Católica de Chile y Juan Antonio Ríos que estudió en el Curso Fiscal de Leyes de Concepción, hoy Facultad de Ciencias Jurídicas y Sociales de la Universidad de Concepción.[71]
- Colegio: 15 han egresado del Instituto Nacional General José Miguel Carrera, dos del Instituto de Humanidades Luis Campino, uno del Convictorio Carolino, así como del Liceo Eduardo de la Barra de Valparaíso, Colegio de los Sagrados Corazones de Valparaíso-Viña del Mar, Internado Nacional Barros Arana, Liceo n.º 1 Javiera Carrera, el Colegio del Verbo Divino y The British School.[72][73]
- Parlamentarios: Del total de 34 personas que han ocupado el cargo de Presidente de la República, 31 han sido integrantes del Congreso Nacional, tanto en calidad de diputados como senadores, lo que equivale al 88%.[74]
- Fallecimientos: cuatro presidentes han muerto naturalmente mientras ejercían el cargo (Federico Errázuriz Echaurren, Pedro Montt,[n 48] Pedro Aguirre Cerda y Juan Antonio Ríos) y solo uno, Salvador Allende, se ha suicidado dentro de su mandato.[n 49] Ninguno ha sido asesinado durante el desempeño de sus funciones.
- Lugar de fallecimiento: de los presidentes fallecidos durante el ejercicio del cargo, tres lo hicieron en Santiago, uno en Valparaíso (Federico Errázuriz Echaurren), y uno fuera del país, en Bremen, Alemania (Pedro Montt).[n 50]
- Parentesco: cinco presidentes han tenido hijos que, a su vez, fueron presidentes (Francisco Antonio Pinto y Aníbal Pinto; Manuel Montt y Pedro Montt; Federico Errázuriz Zañartu y Federico Errázuriz Echaurren; Arturo Alessandri y Jorge Alessandri; y Eduardo Frei Montalva y Eduardo Frei Ruiz-Tagle).[n 51]

## Estatuto de expresidente
Tradicionalmente quienes se han desempeñado como presidentes de la República, y tras haber dejado el mando, han sido conocidos como expresidentes, sin que ello implicara algún tratamiento diferenciado.
A inicios de 2000, se aprobó una reforma constitucional, mediante la Ley n.º 19672 de 28 de abril de ese año, por la que se creaba el estatuto de «Expresidente de la República», a través del cual, quienes hubieren desempeñado el cargo de presidente por el período completo, adquirían de pleno derecho la dignidad oficial de expresidente, y en virtud de esa calidad, le serían aplicables las normas sobre fuero parlamentario, y recibirían una remuneración equivalente a la de los miembros del Congreso (dieta parlamentaria). Sin embargo, no alcanza esta dignidad quien llegara a ocupar el puesto por vacancia del mismo, ni quien ha sido declarado culpable en juicio político seguido en su contra.
En 2012, las remuneraciones pagadas a expresidentes —que no incluían a Frei, por ser entonces senador—, implicaron un desembolso para el Estado chileno de  CLP$ 435 084 636, equivalente a la construcción de una nueva escuela municipal, siendo superior a la pensión que reciben los exmandatarios de Estados Unidos, siendo equivalente a 48 sueldos mínimos chilenos. Además de las remuneraciones, los expresidentes reciben asignaciones por gastos de traslación y funcionamiento de oficinas propias.
A 2016, la remuneración (dieta) bruta mensual que perciben los expresidentes asciende a CLP$ 9 121 806.
El expresidente de la República que asume alguna función remunerada con fondos públicos deja de percibir la dieta parlamentaria, manteniendo el fuero —se exceptúan los empleos docentes y las funciones o comisiones de igual carácter de la enseñanza superior, media y especial—. Con todo, goza de ciertos beneficios de orden procesal, idénticos a los poseídos por ciertas autoridades en funciones, de pasaporte diplomático y seguridad otorgada por el servicio de Protección de Personas Importantes (PPI).
Poseen actualmente esta calidad: Eduardo Frei Ruiz-Tagle, Ricardo Lagos  y Michelle Bachelet. Tanto Augusto Pinochet como Patricio Aylwin y Sebastián Piñera tuvieron esta calidad hasta que fallecieron.

## Expresidentes vivos
Actualmente hay tres expresidentes de Chile vivos. El expresidente fallecido más recientemente fue Sebastián Piñera (2010-2014; 2018-2022), el 6 de febrero de 2024, a los 74 años. Los expresidentes vivos, en orden de servicio, son:

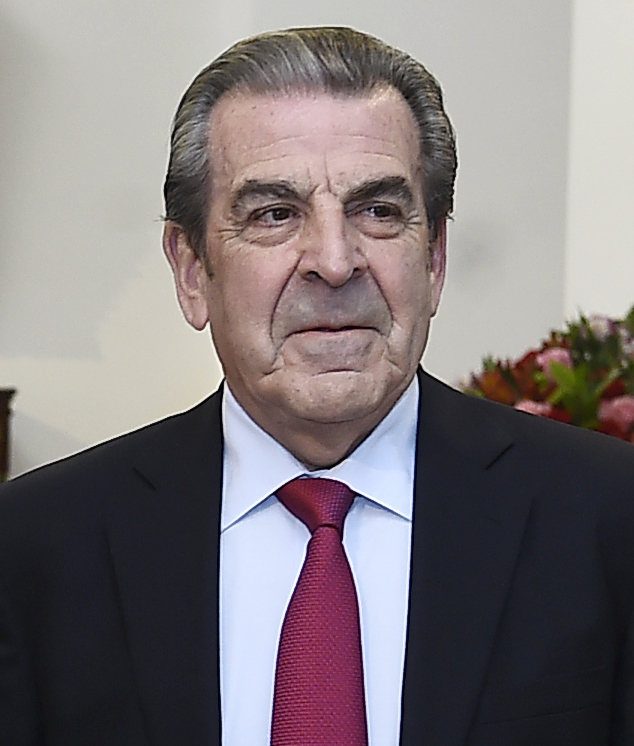
Eduardo Frei Ruiz-Tagle, 1994-2000
24 de junio de 1942 (83 años)
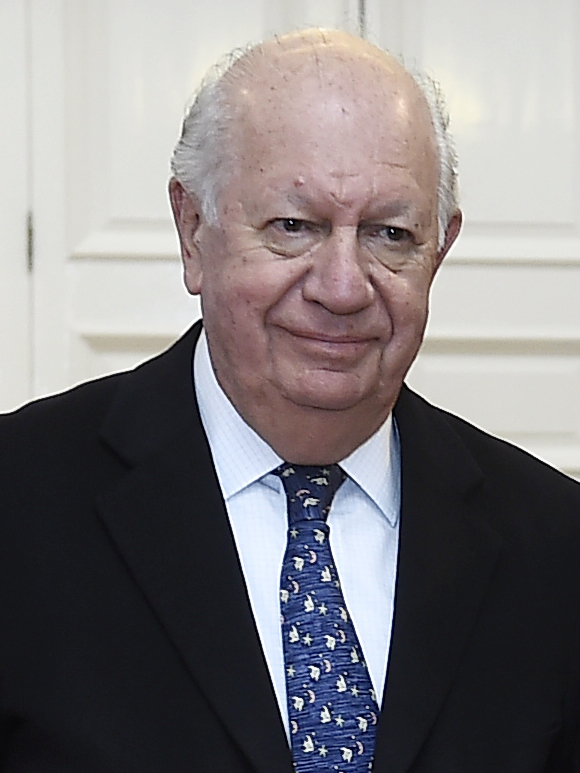
Ricardo Lagos, 2000-2006 2 de marzo de 1938 (87 años)
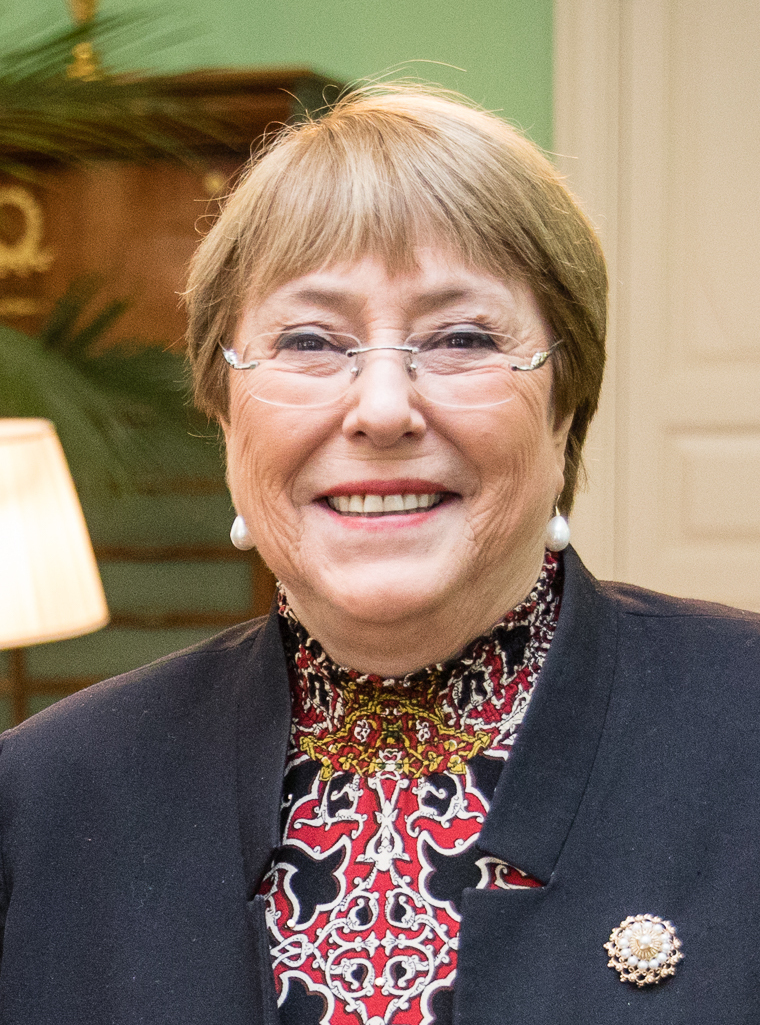
Michelle Bachelet, 2006-2010 y 2014-2018 29 de septiembre de 1951 (73 años)

## Vicepresidente
En el artículo 29 de la actual Constitución de Chile se indica que el presidente será subrogado por el ministro correspondiente, según el orden de precedencia legal, actualmente el ministro de Interior, en caso de impedimento temporal para ejercer su cargo (por enfermedad, ausencia del territorio nacional u otro motivo grave) con el título de vicepresidente de la República.
En el caso de que el ministro de Interior se encontrase incapacitado de cumplir la función o cargo de vicepresidente, será remplazado por los ministros según el orden legal estipulado en la Constitución chilena.
Actualmente, hay 25 ministros que oficialmente podrían ejercer la vicepresidencia del país si su predecesor legal se encontrase incapacitado.
Las posiciones 26.ª, 27.ª y 28.ª son el presidente del Senado, el presidente de la Cámara de Diputados y el presidente de la Corte Suprema.
En cualquier caso, si por algún motivo el presidente cesase sus funciones de forma abrupta, por muerte o renuncia, el cargo de vicepresidente se aplicaría únicamente desde el periodo de incapacidad hasta el cese oficial de la persona en el cargo. La última vez que ocurrió esto fue en 1946, con el ascenso a la presidencia de Juan Antonio Iribarren.
Por lo general, en las pocas ocasiones en las que en Chile el vicepresidente se hace con la presidencia, el individuo no permanece más de un mes en el cargo antes de llamar a elecciones presidenciales, para ceder el poder a alguien electo democráticamente.